# Liste der Baudenkmäler in Ebrach
Auf dieser Seite sind die Baudenkmäler in dem oberfränkischen Markt Ebrach zusammengestellt. Diese Tabelle ist eine Teilliste der Liste der Baudenkmäler in Bayern. Grundlage ist die Bayerische Denkmalliste, die auf Basis des Bayerischen Denkmalschutzgesetzes vom 1. Oktober 1973 erstmals erstellt wurde und seither durch das Bayerische Landesamt für Denkmalpflege geführt wird. Die folgenden Angaben ersetzen nicht die rechtsverbindliche Auskunft der Denkmalschutzbehörde.
 Diese Liste gibt den Fortschreibungsstand vom 24. April 2023 wieder und enthält 55 Baudenkmäler.

## Ensembles

### Ensemble Kloster Ebrach

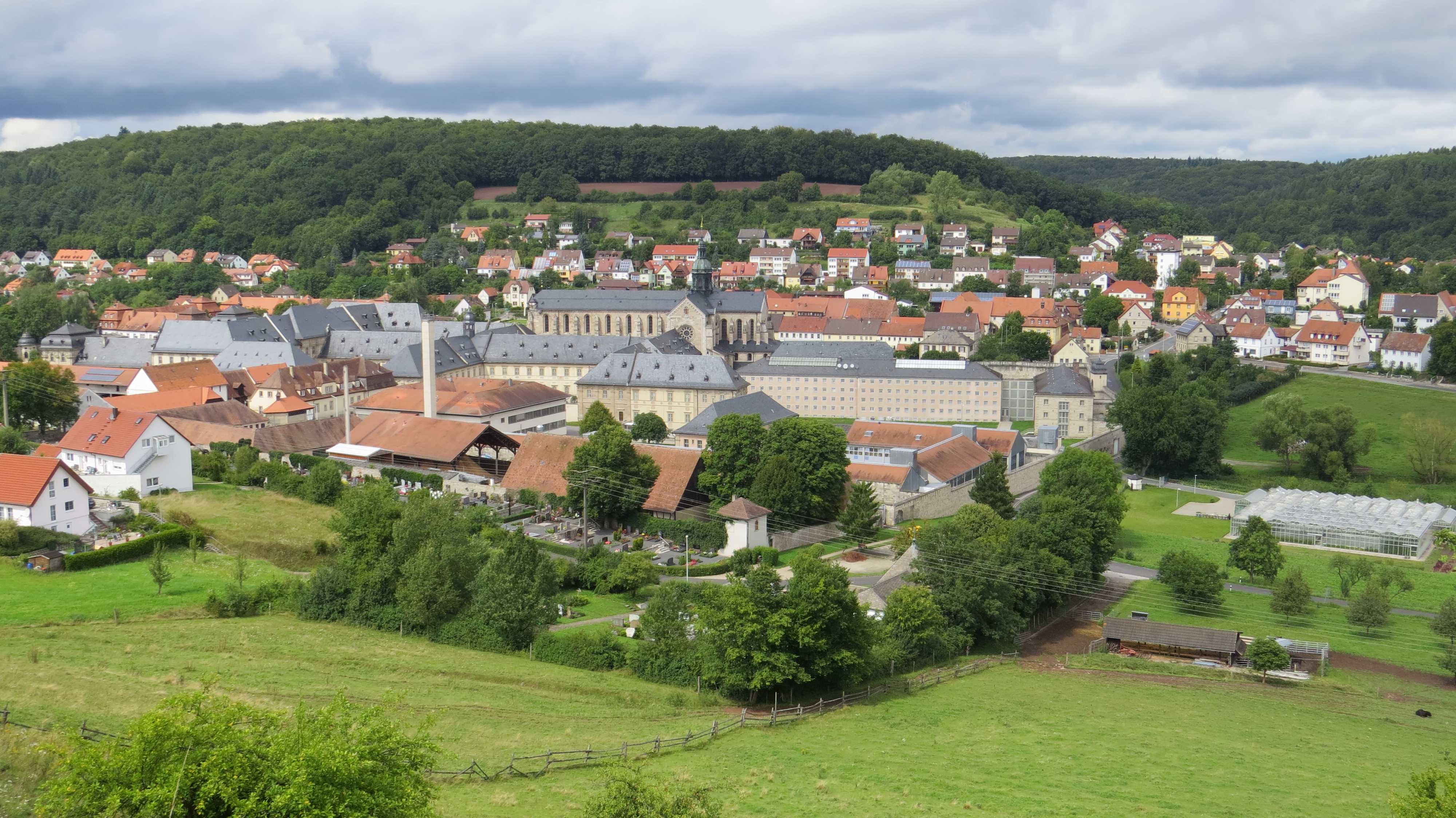
Ebrach mit Klosterbereich von Süden

Das Ensemble Ebrach, dessen Umgrenzung vom ehemaligen Zisterzienserkloster und seinen zugehörigen Bauten definiert wird, setzt sich aus drei verschiedenartigen Bereichen zusammen: 1. Kloster und Klosterkirche als Kern und Hauptteil der Anlage, 2. Bauernhof, ein nördlich des Klosters vorgelagerter Wirtschaftshof, und 3. die außerhalb der Klausur westlich vorgelagerte Vorstadt, der heutige Marktplatz. Kloster Ebrach wurde als drittes deutsches Zisterzienserkloster 1127 in einem unbesiedelten Waldtal des Steigerwaldes gegründet. Es nahm bereits unter dem ersten Abt Adam, einem Freund des heiligen Bernhard von Clairvaux, einen ungewöhnlichen Aufschwung und entwickelte sich zum sakralen Mittelpunkt des staufischen Oberfranken. Zeugen der Frühzeit des Klosters sind die ehemalige Klosterkirche, eine dreischiffige Basilika, 1200 begonnen, und die sich nördlich anschließende Michaelskapelle. Die barocke Umgestaltung des 17. und 18. Jahrhunderts von Kloster und Vorstadt prägen das Aussehen des Marktortes, der sich nach der Säkularisation aus dieser Klosteranlage entwickelt hat. Zentrum ist der Marktplatz, der von repräsentativen, von Mansarddachpavillons gegliederten Bauten eingefasst wird, dort wohnten früher die Klosterbediensteten. Der Wirtschaftshof, eine im ersten Drittel des 18. Jahrhunderts entstandene geschlossene hufeisenförmige Anlage mit Werkstätten, Stall- und Wirtschaftsbauten, wurde seit 1803 zu Bauernhöfen und Wohnhäusern umgebaut. Seinen südlichen Abschluss gegen die Bamberger Straße bildet eine schlichte Traufseithausreihe des 19. Jahrhunderts, wo sich ehemals die Chaisenhalle befand. Durch die deutlich gebliebene Gliederung in Kloster, Wirtschaftshof und Vorstadt und die im Ensemble- und Klosterbereich gelegenen und erhaltenen Abteigärten ist dem historischen Kern des Marktes Ebrach der Charakter des barocken Klosters erhalten geblieben. Aktennummer: E-4-71-128-1.

## Baudenkmäler nach Ortsteilen

### Ebrach

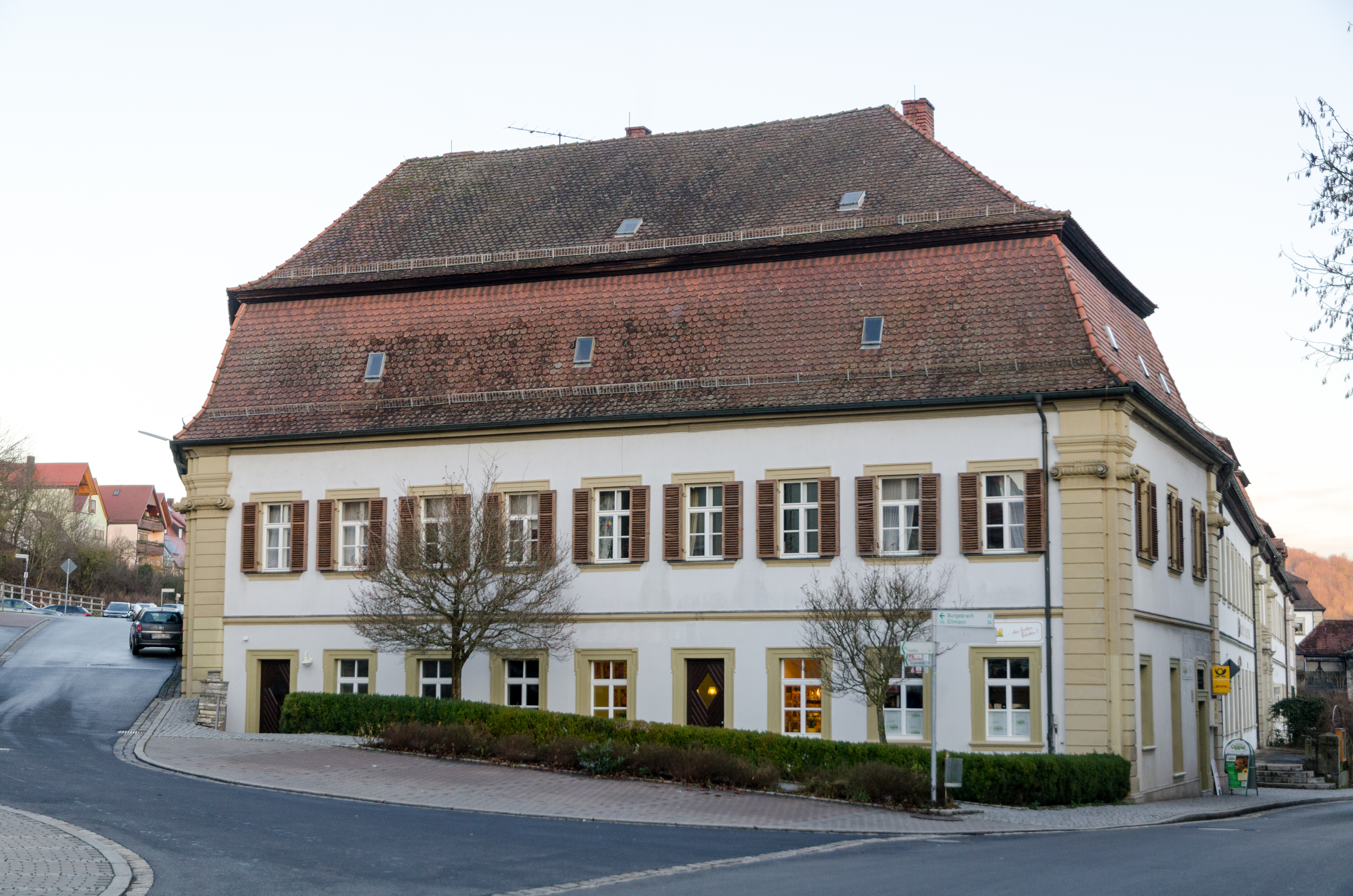
Marktplatz 5, von Westen weitere Bilder
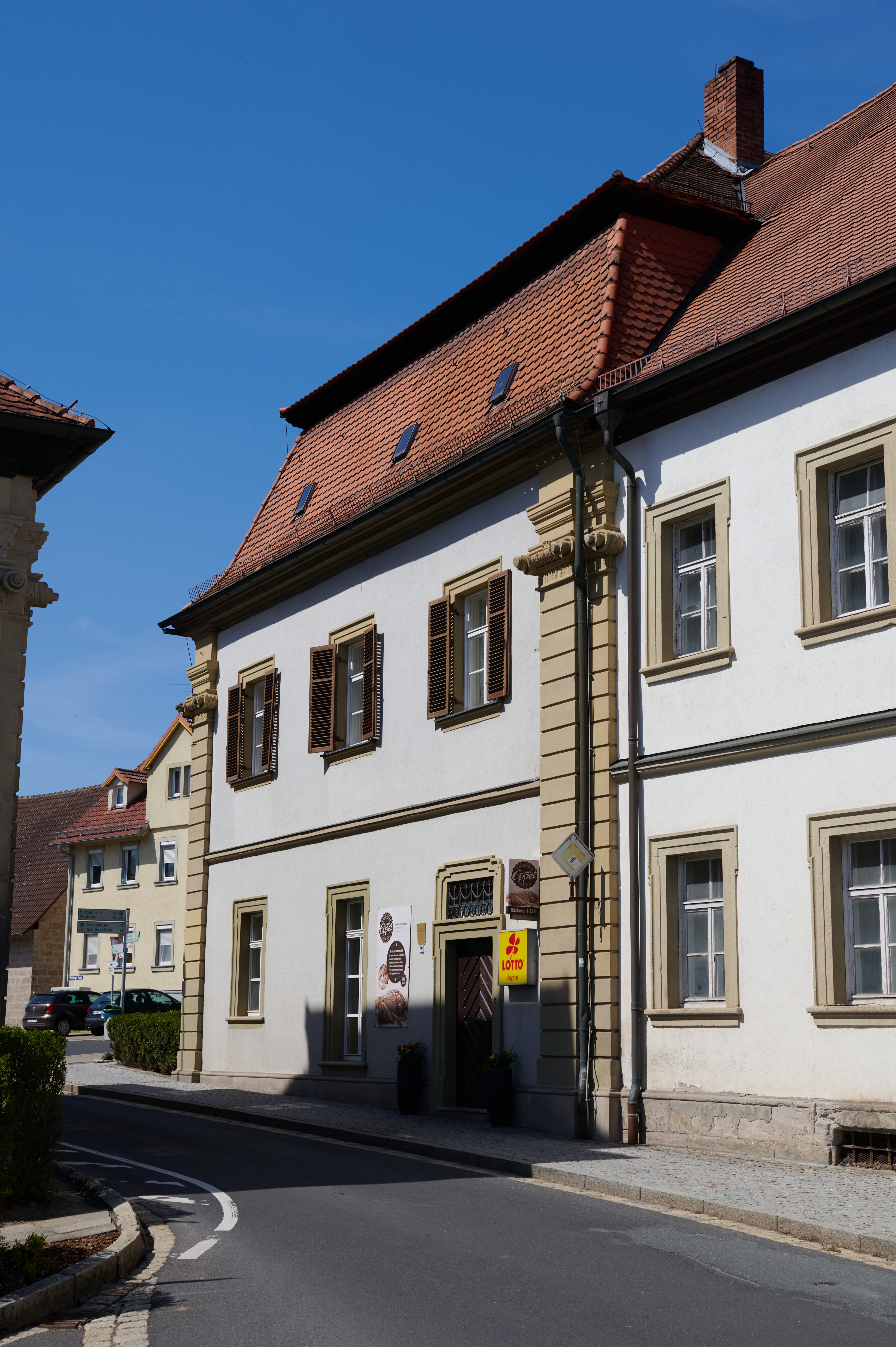
Marktplatz 5, von Südosten weitere Bilder
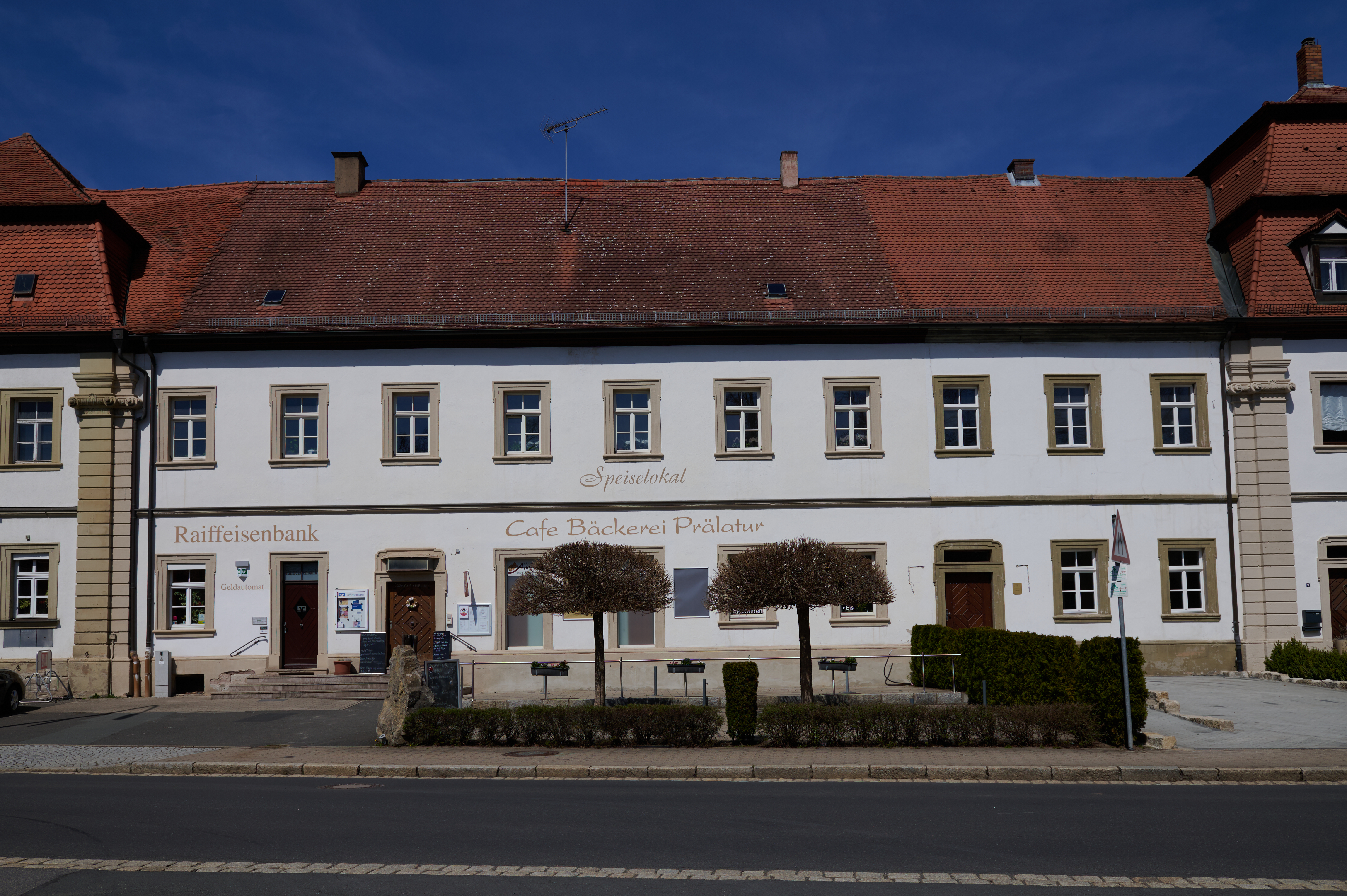
Marktplatz 6 weitere Bilder
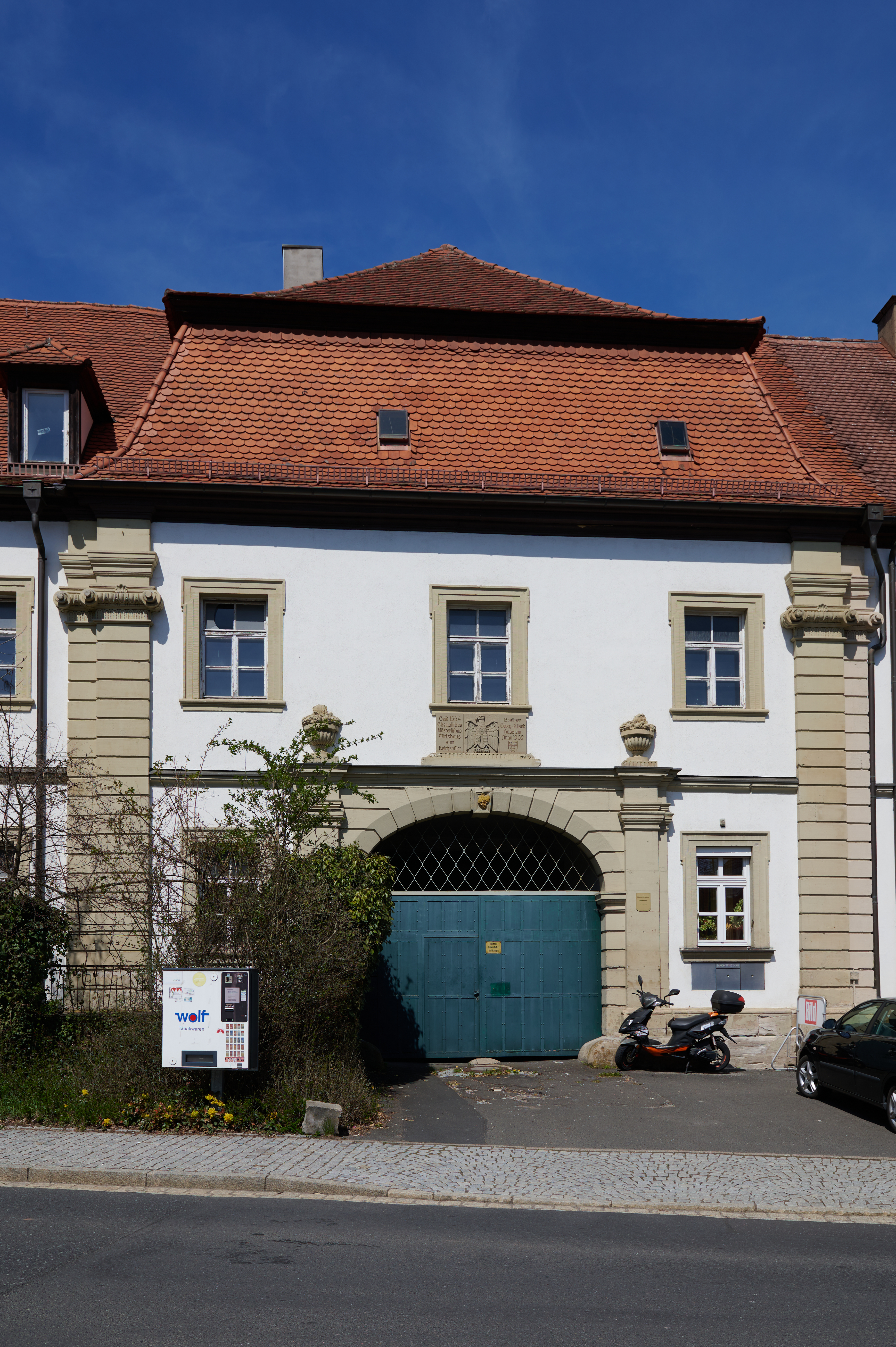
Marktplatz 6 weitere Bilder
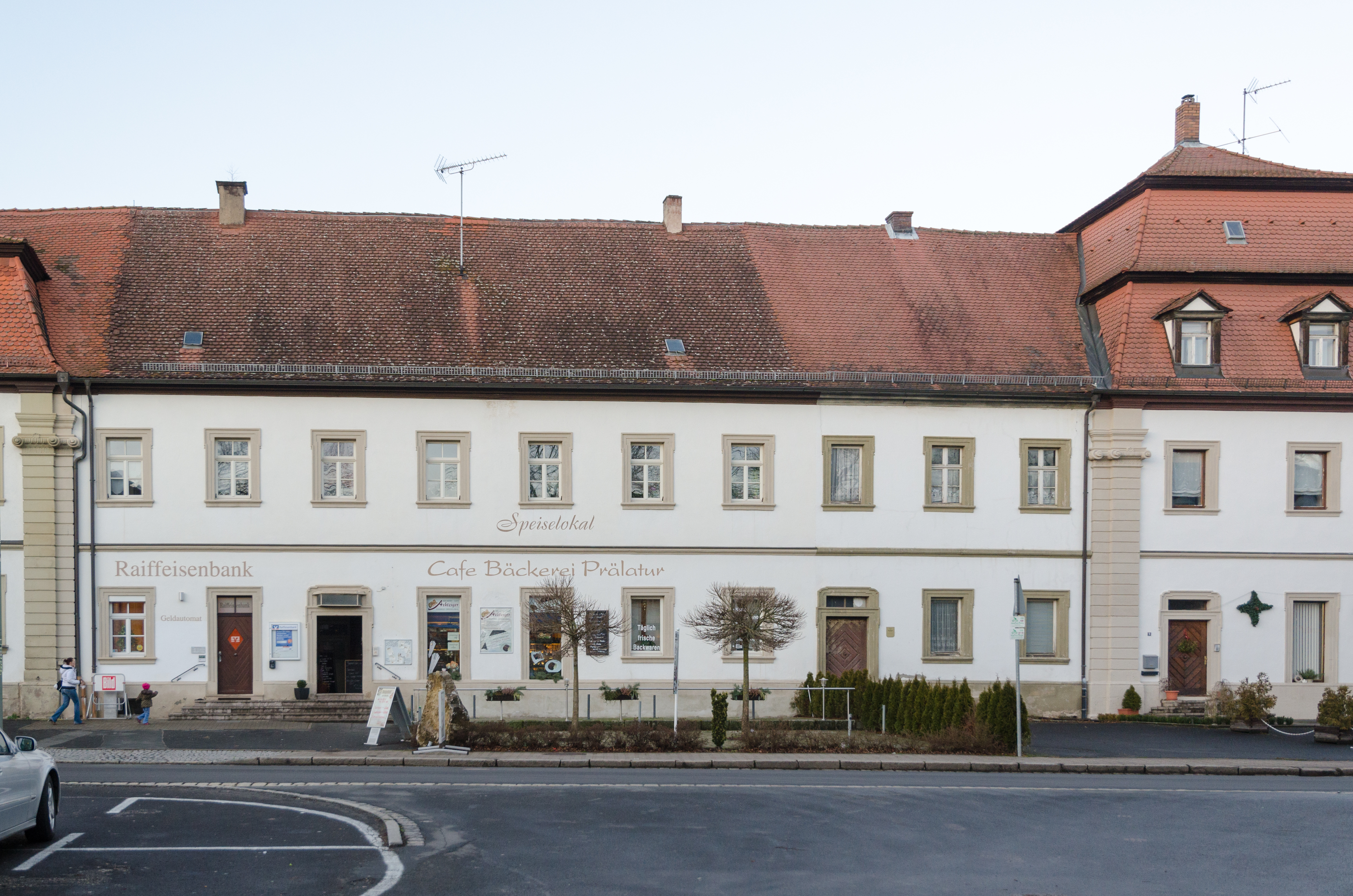
Marktplatz 7, 8 weitere Bilder
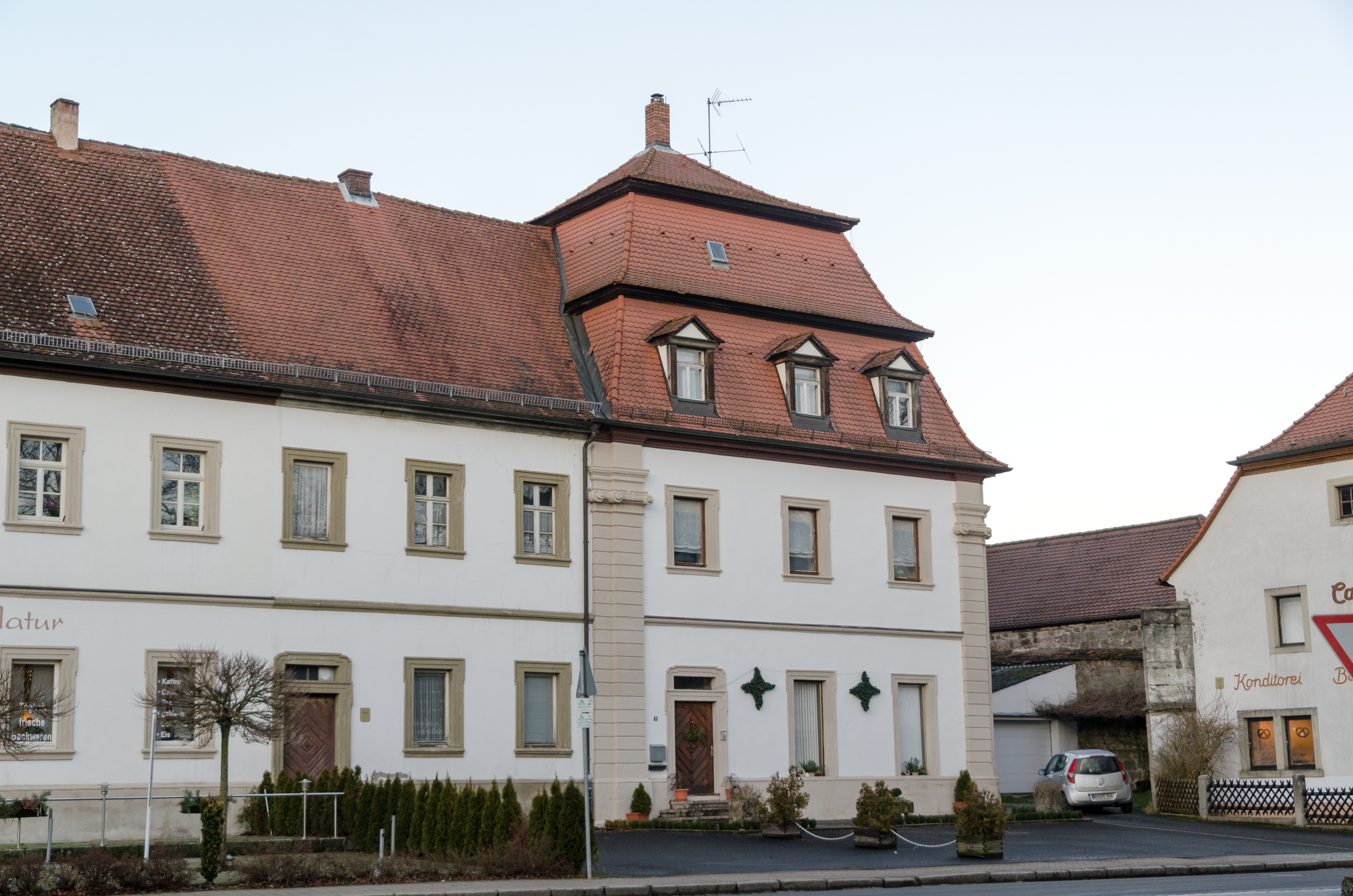
Marktplatz 8, 9 weitere Bilder
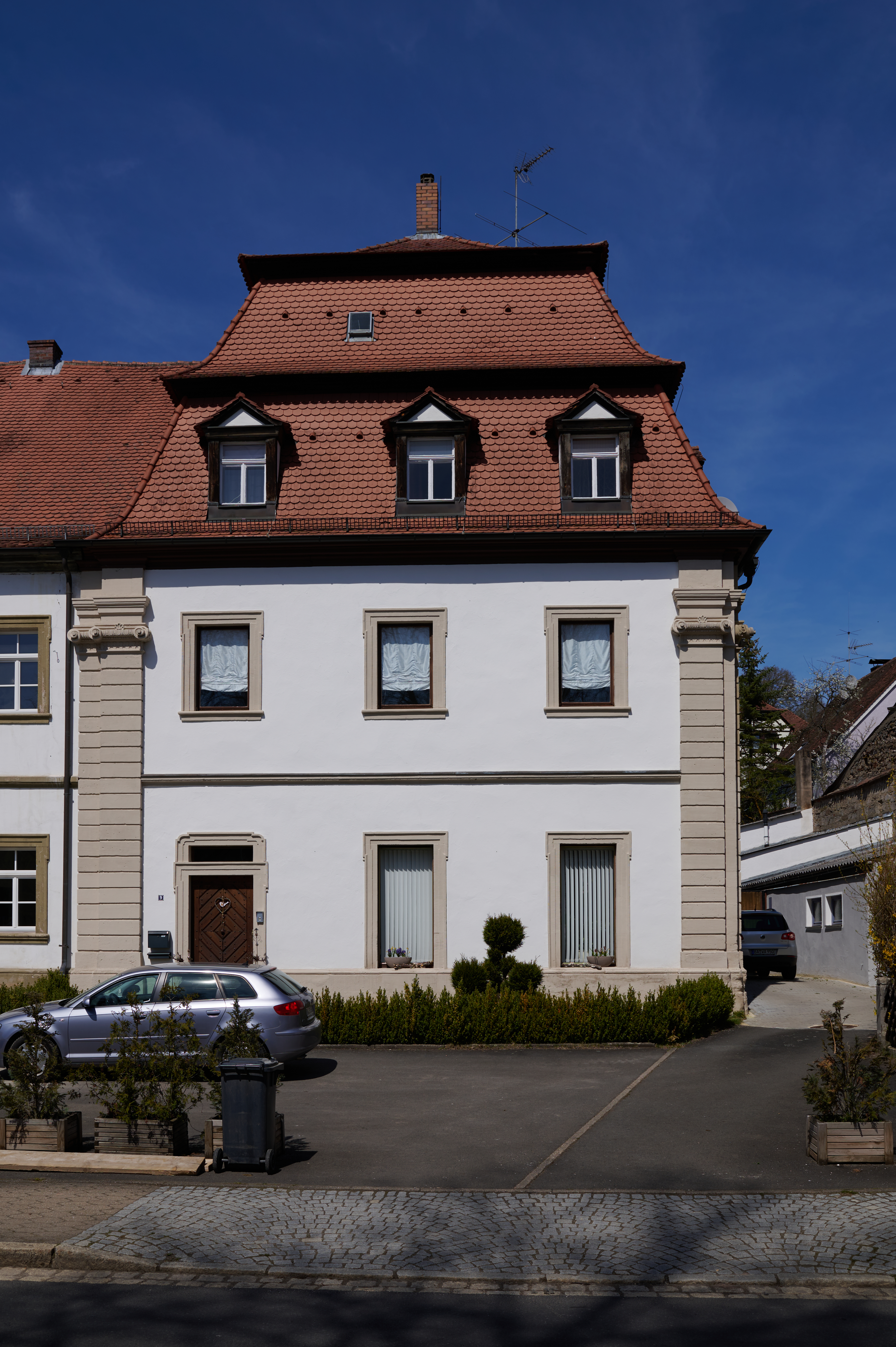
Marktplatz 9 weitere Bilder
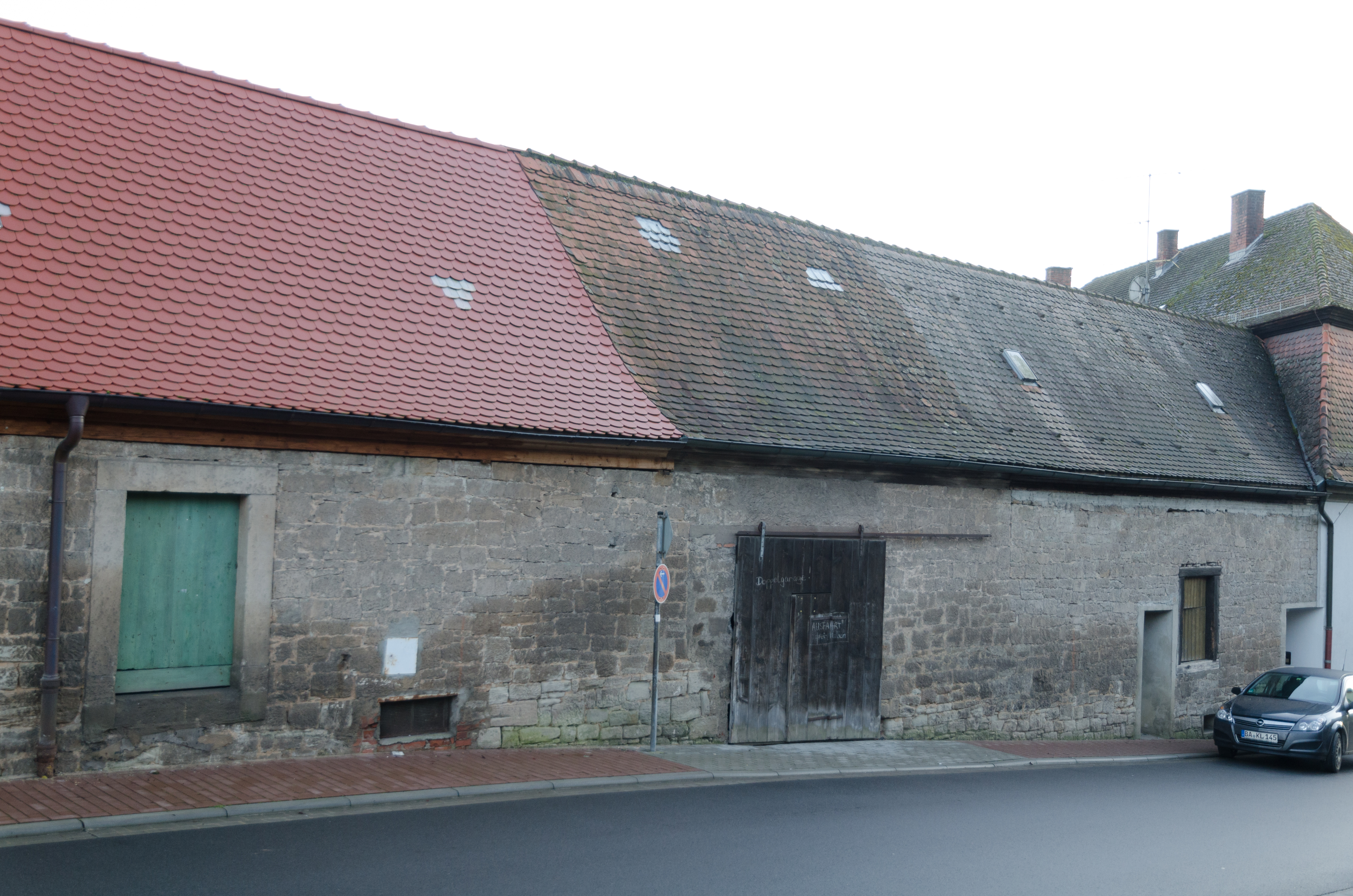
Marktplatz 6a, nördlich Hs. Nr. 5 weitere Bilder
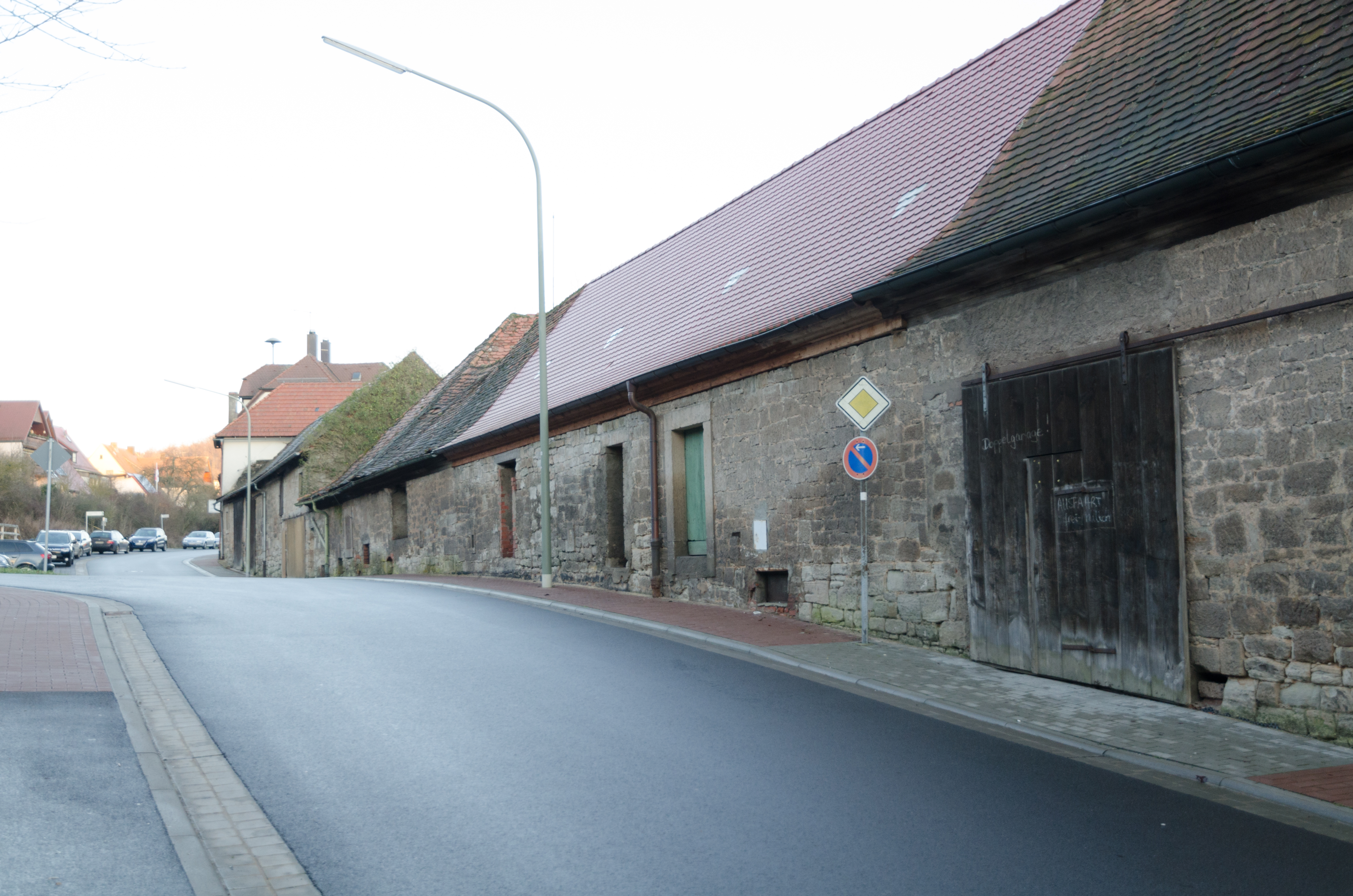
Marktplatz 6a, nördlich Hs. Nr. 5 und 6 weitere Bilder
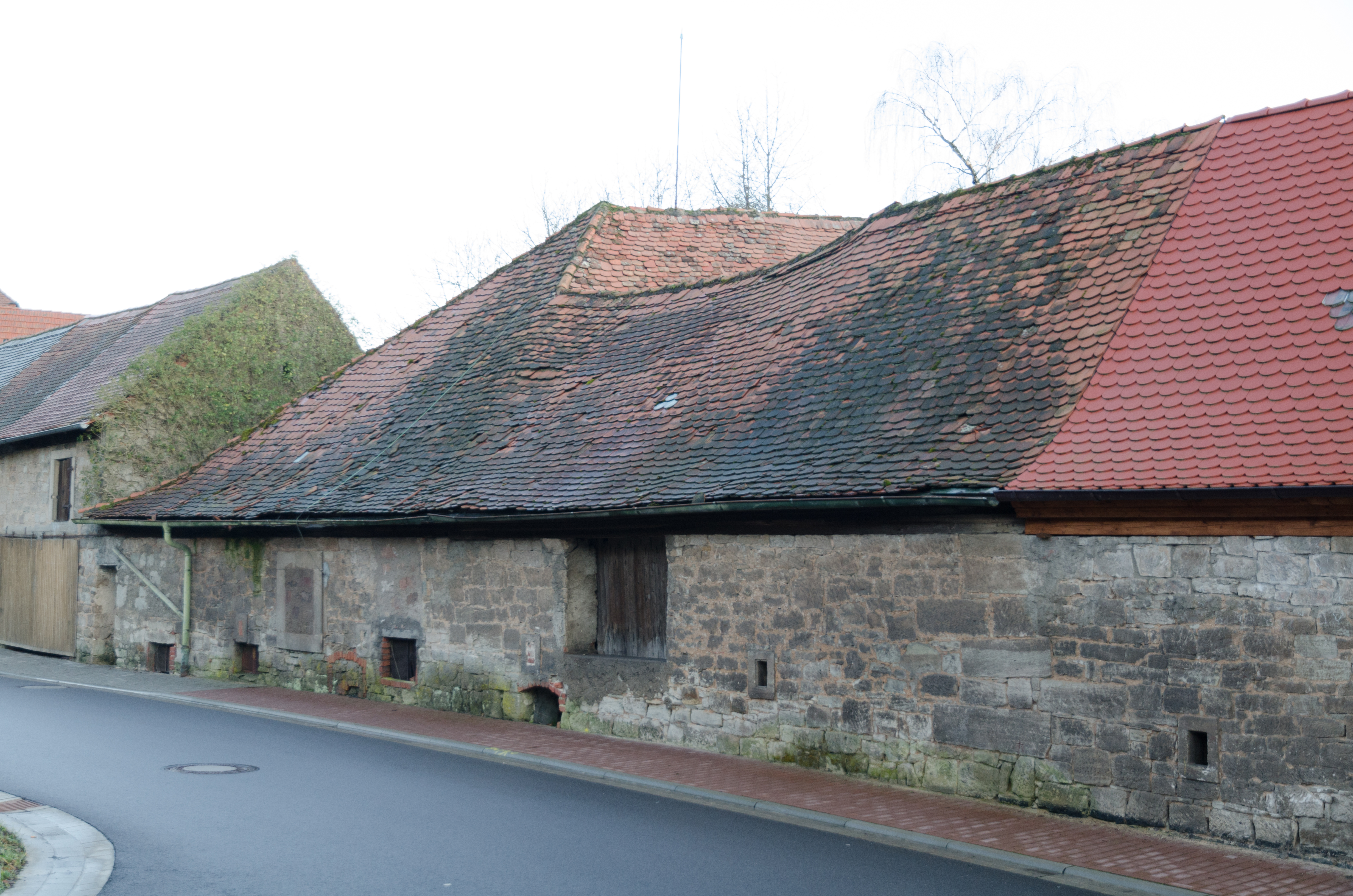
Marktplatz 6a, nördlich Hs. Nr. 6 und 7 weitere Bilder
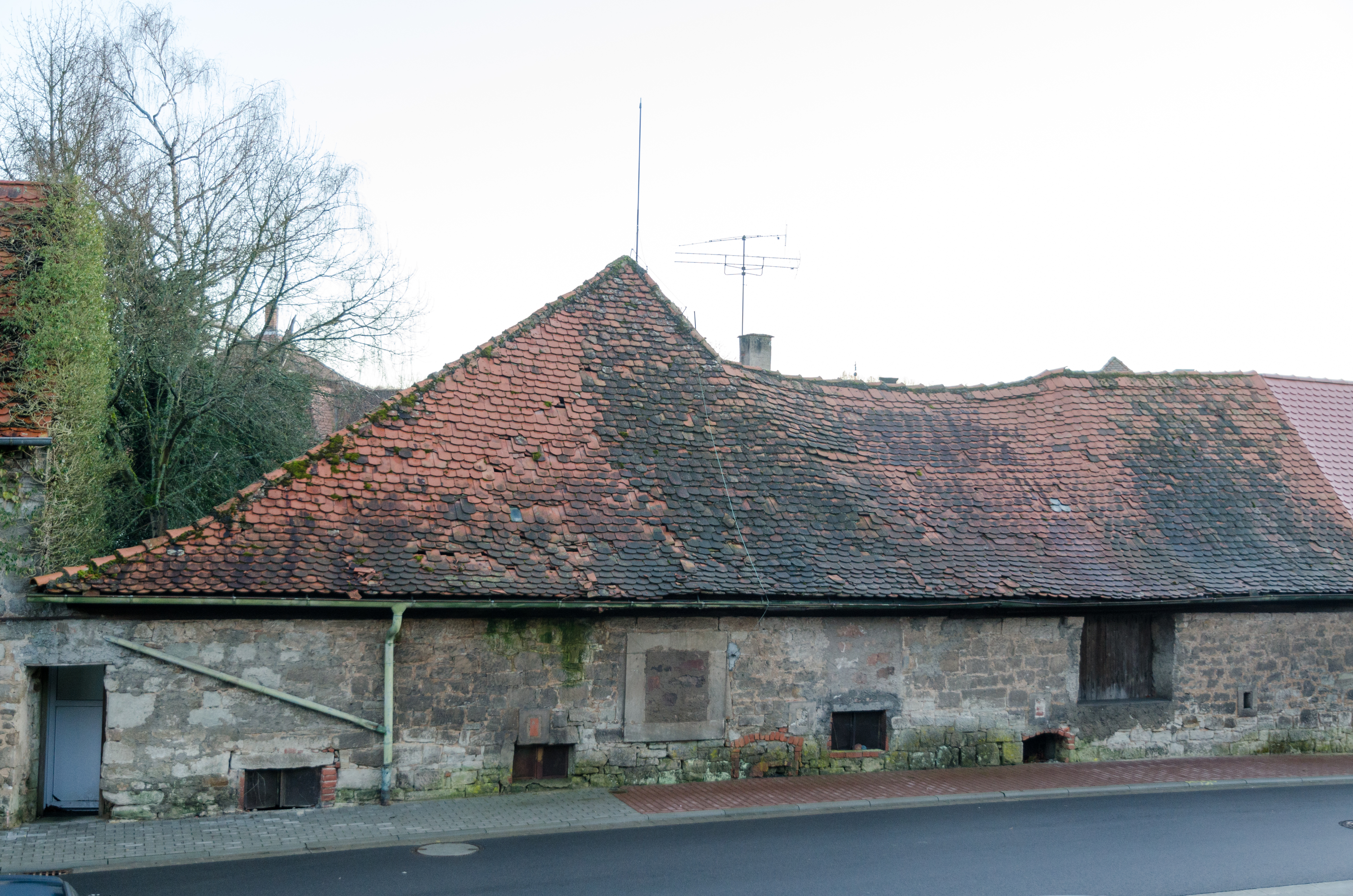
Marktplatz 6a, nördlich Hs. Nr. 7 weitere Bilder
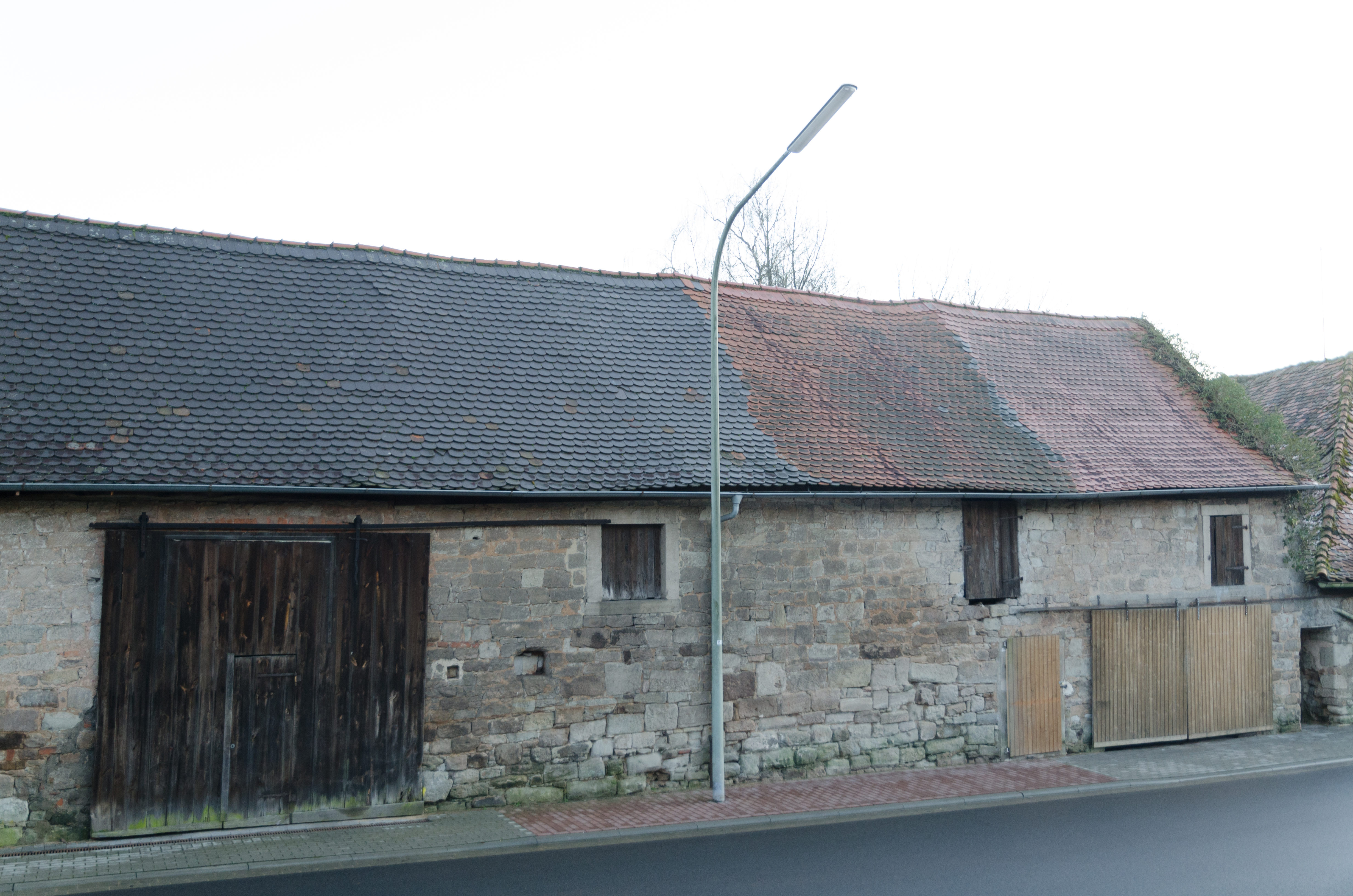
Marktplatz 6a, nördlich Hs. Nr. 8, 9 weitere Bilder
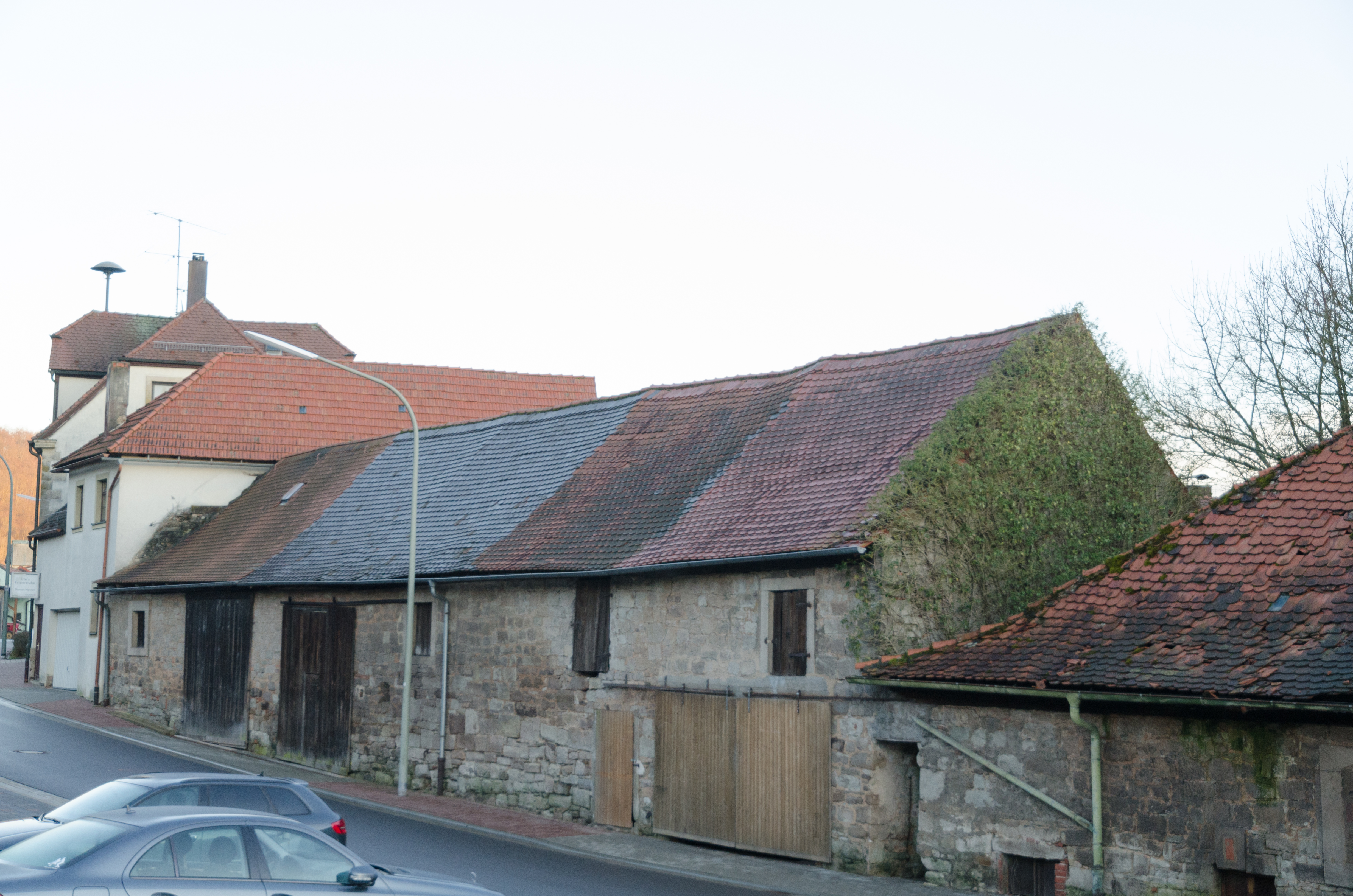
Marktplatz 6a, nördlich Hs. Nr. 8, 9 weitere Bilder

| Lage                           | Objekt                                                                                   | Beschreibung | Akten-Nr.              | Bild           |
| ------------------------------ | ---------------------------------------------------------------------------------------- | --- | ---------------------- | -------------- |
| Anstaltsstraße 1 (Standort)    | Abtei- und Klostergebäude des ehemaligen Zisterzienserklosters, heute Jugendstrafanstalt | Ausgedehnte, mehrflügelige Anlage südlich der Abteikirche, zwei- und dreigeschossige Sandsteinquaderbauten, gegen den Garten eine Dreiflügelanlage ausbildend, hier zwei Kopfpavillons mit Glockendächern, zwei Innenhöfe, Kloster 1687?98 von Johann Dientzenhofer, Abtei 1716–30 von Joseph Greissing, mit Ausstattung; Ummauerung mit Türmen, vgl. auch Otto-Leybold-Ring 10; Ehemalige Klosterkirche siehe Bamberger Straße 2; Nebengebäude und Abteigarten, siehe Anstaltstraße; Orangerie und Oberer Abteigarten siehe Orangerieweg | D-4-71-128-59 Wikidata | weitere Bilder |
| Anstaltstraße 4 (Standort)     | Mühlgebäude (Backmühle), Nebengebäude des Klosters                                       | Massiver, dreigeschossiger Walmdachbau mit Eckpilastern, 18. Jahrhundert | D-4-71-128-3 Wikidata  | weitere Bilder |
| Anstaltstraße 6 (Standort)     | Bierbrauerei oder sogenannte Kaserne, Keller, Nebengebäude des ehemaligen Klosters       | Mansardwalmdach und Halbwalmdach, um 1780/90 | D-4-71-128-4 Wikidata  | weitere Bilder |
| Nähe Anstaltsstraße (Standort) | Unterer Abteigarten                                                                      | Ummauerte Gartenanlage, erste Hälfte 18. Jahrhundert, mit zwei runden Gartenpavillons, zweite Hälfte 18. Jahrhundert | D-4-71-128-1 Wikidata  | weitere Bilder |
| Nähe Anstaltsstraße (Standort) | Ummauerung des ehemaligen Klosterbereichs                                                | | D-4-71-128-1 Wikidata  | weitere Bilder |

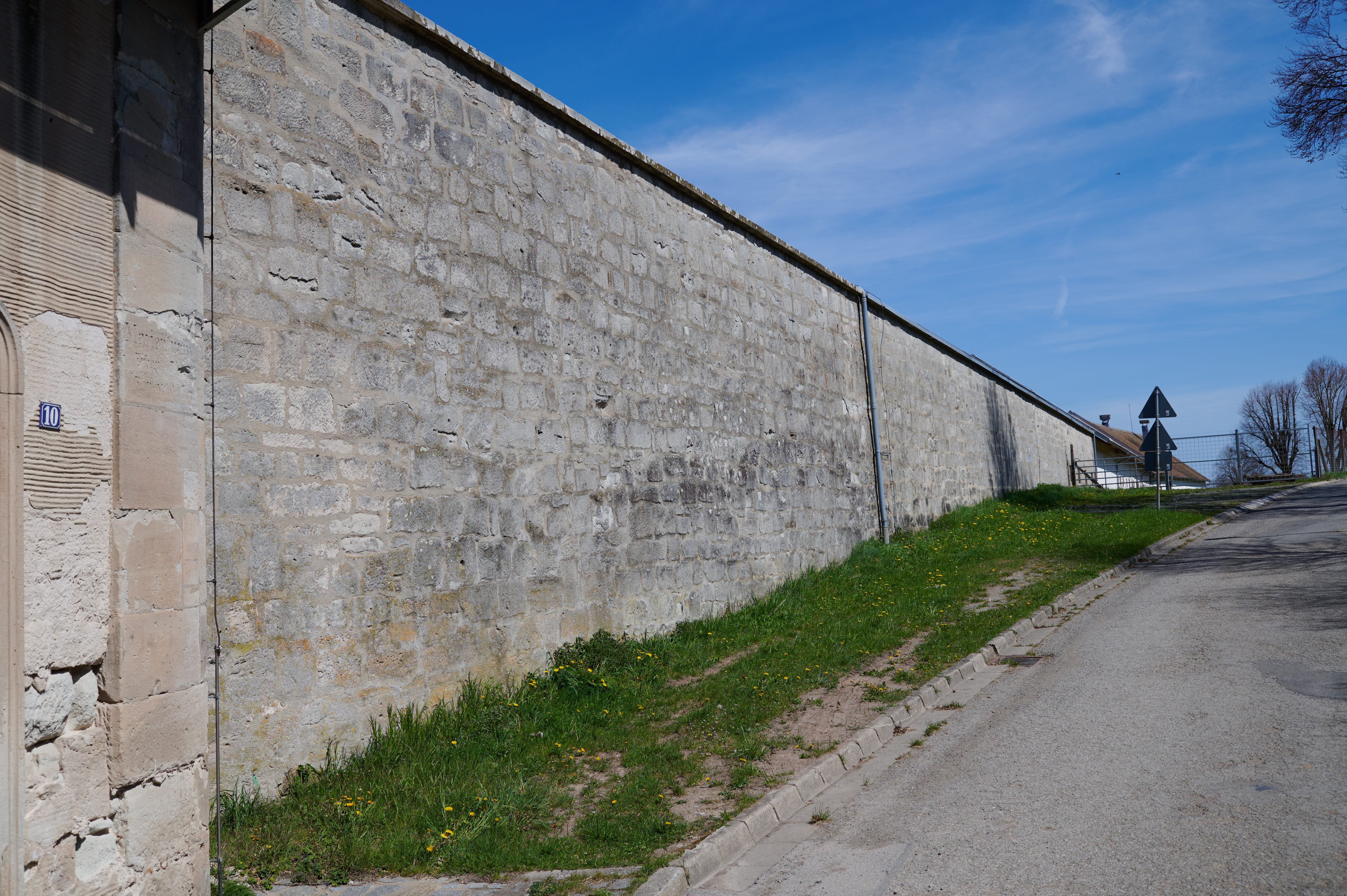
Klostermauer östlich Otto-Leybold-Ring 10
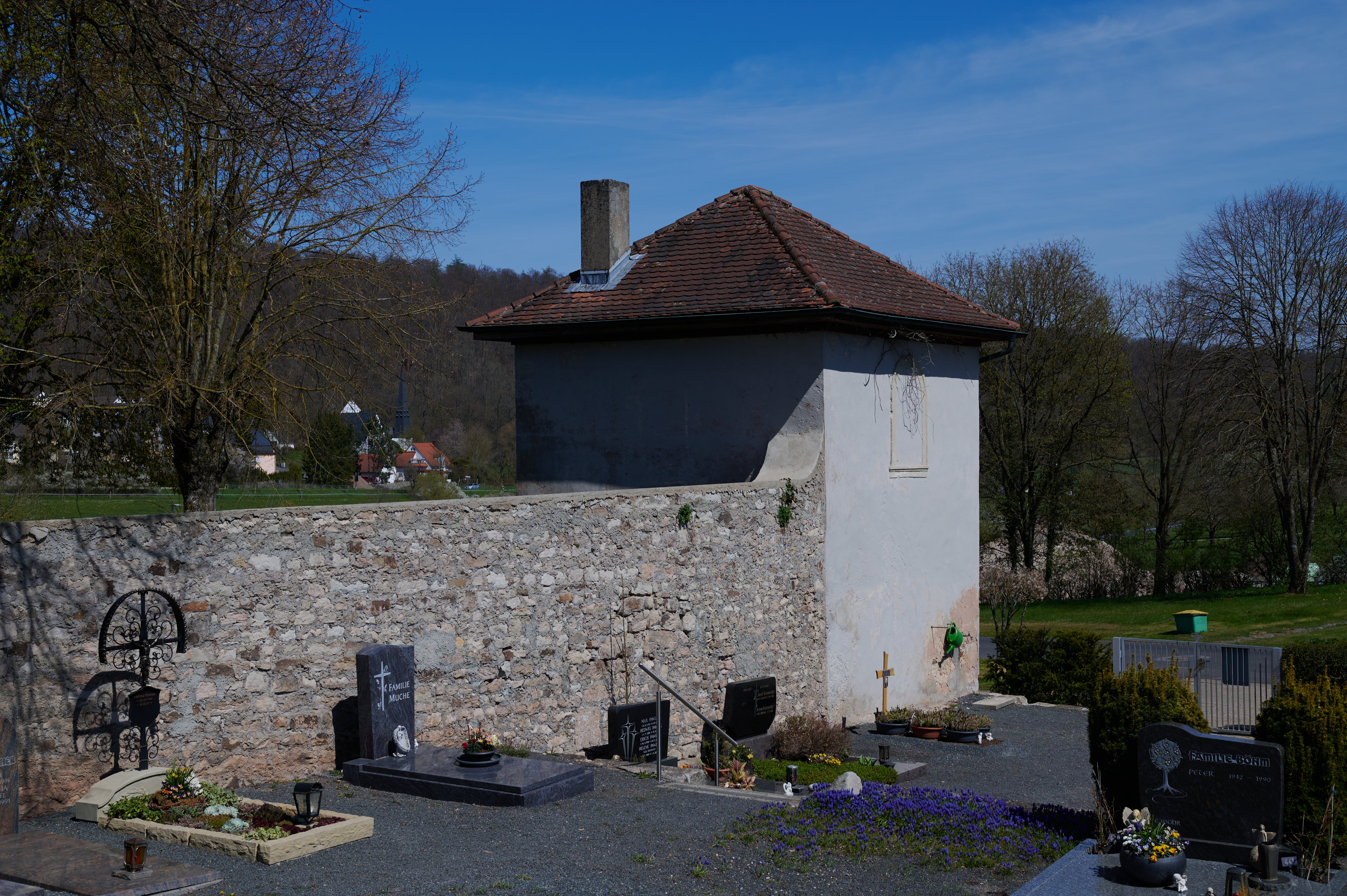
Klostermauer und Südostturm, am Friedhof
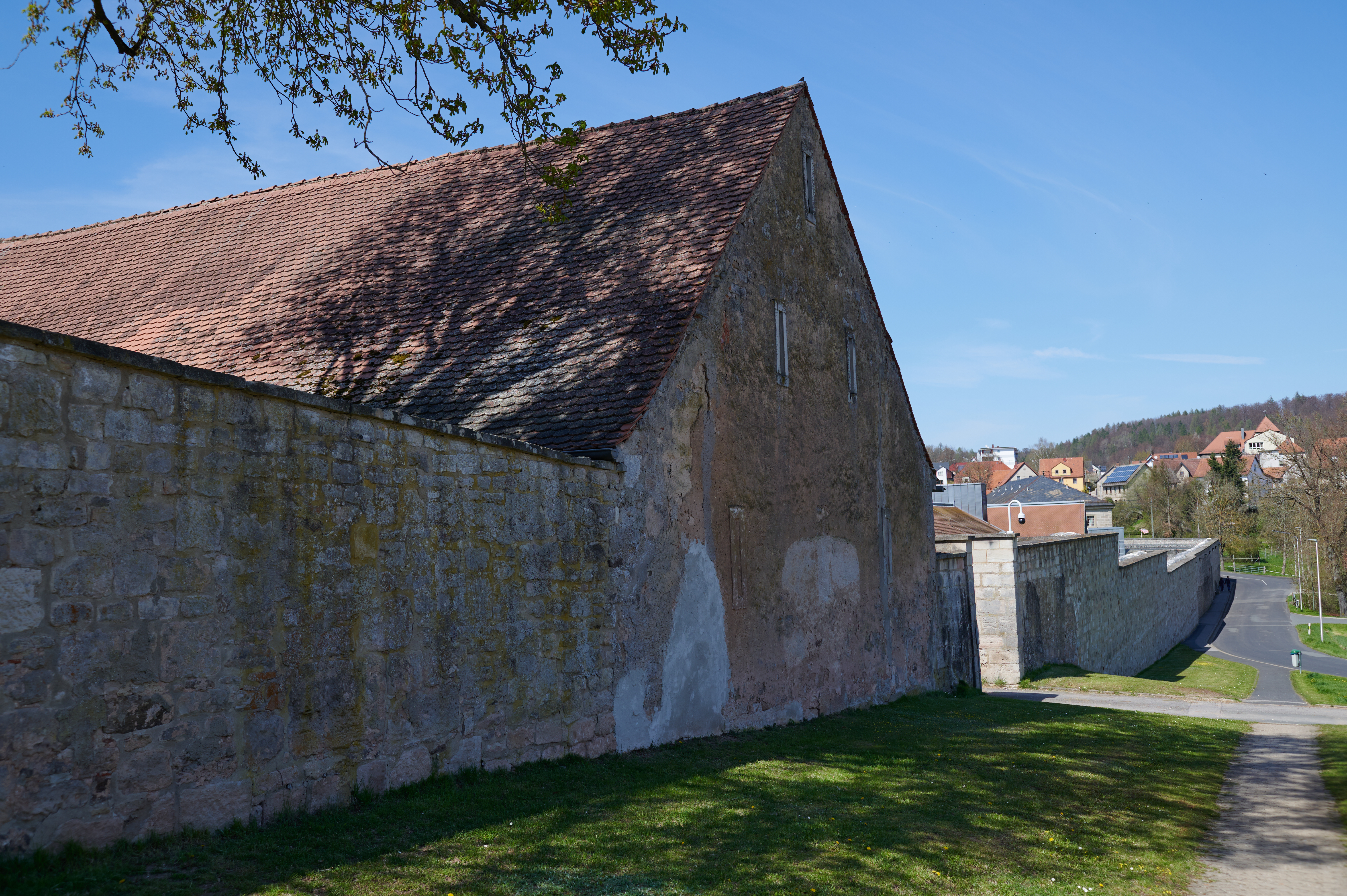
Ostseite
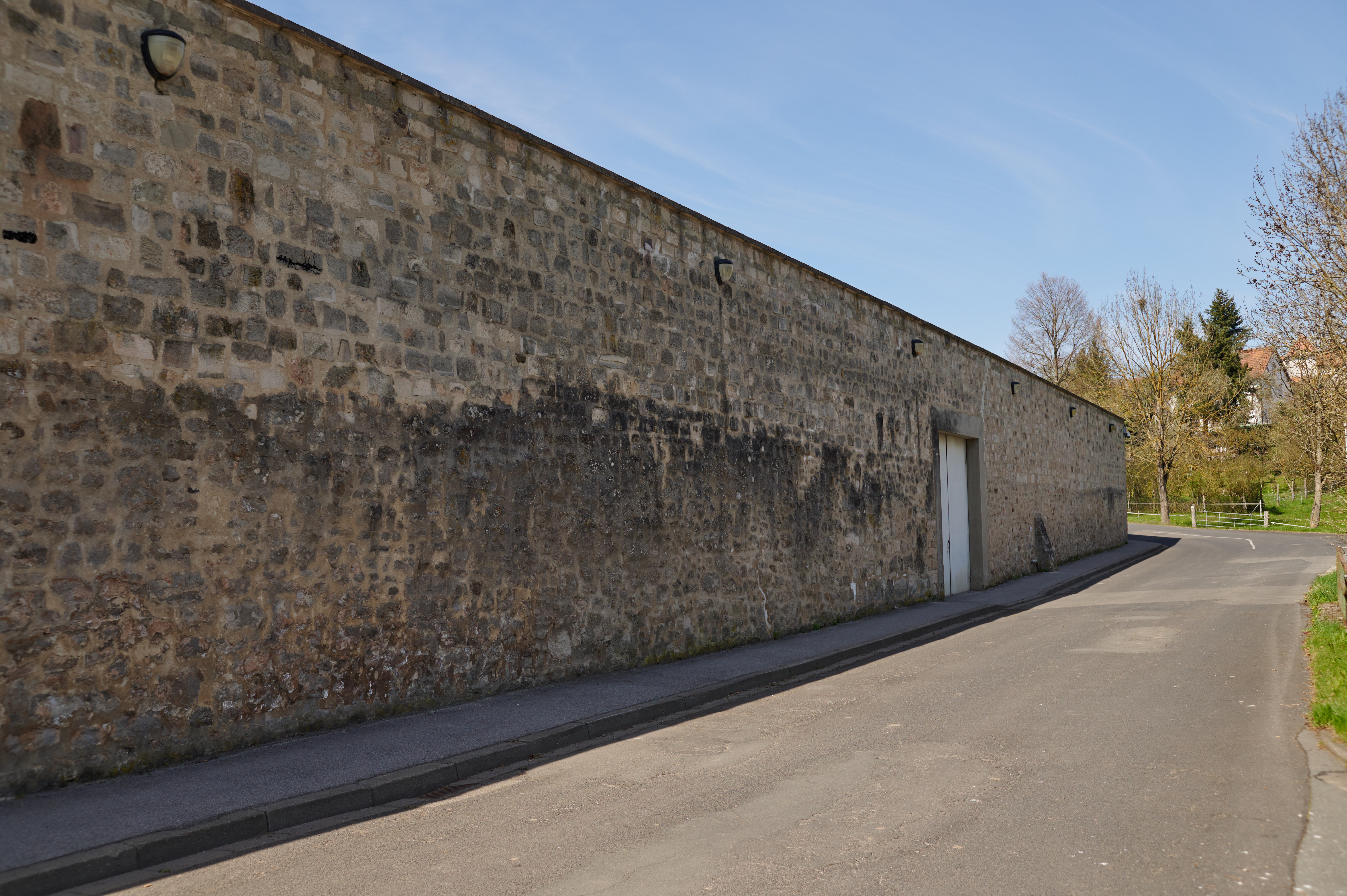
Ostseite
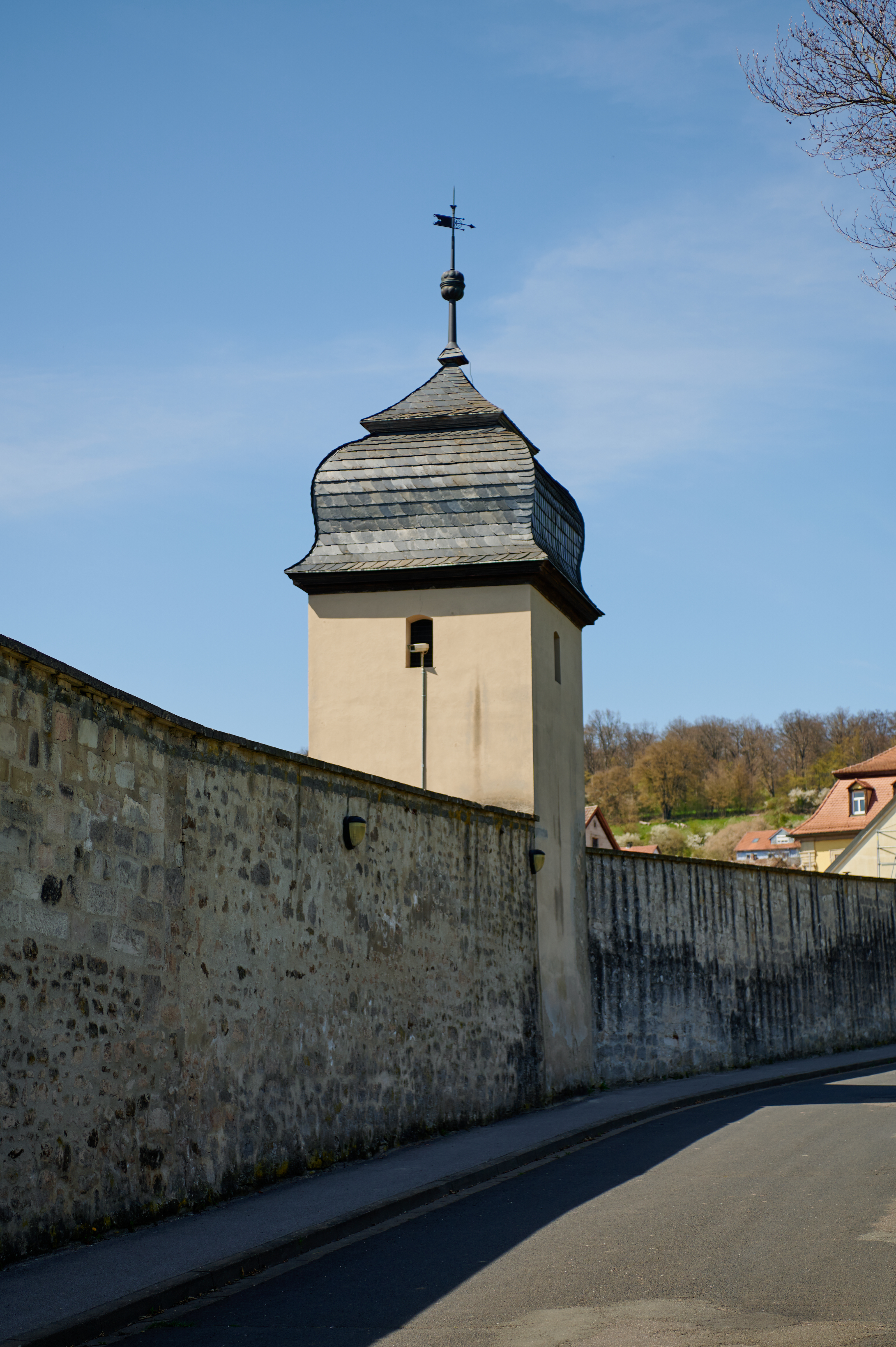
Ostseite mit Turm  (Lage)

| Lage                                                                              | Objekt | Beschreibung | Akten-Nr.             | Bild           |
| --------------------------------------------------------------------------------- | --- | --- | --------------------- | -------------- |
| Nähe Anstaltsstraße (Standort)                                                    | Ummauerung des ehemaligen Klosterbereichs                                                                           | | D-4-71-128-1 Wikidata | weitere Bilder |
| Nähe Anstaltsstraße (Standort)                                                    | Gartentor | barocke Gartenportale | D-4-71-128-1 Wikidata | weitere Bilder |
| Nähe Anstaltsstraße (Standort)                                                    | Gartenskulptur | Herkules-Antäus-Gruppe, von Jakob van der Auwera, 1747 | D-4-71-128-1 Wikidata | weitere Bilder |
| Bamberger Straße 2 (Standort)                                                     | Ehemalige Zisterzienserabteikirche St. Maria, Johannes Evangelist und Nikolaus, heute Pfarrkirche Mariä Himmelfahrt | Dreischiffige kreuzrippengewölbte Basilika über kreuzförmigem Grundriss mit rechteckigem Umgangschor und Kapellenkranz im Stil der burgundischen Frühgotik, Außenbau mit Streben besetzt, 1200–1282/85, 1773–1791 im Inneren unter Erhalt älterer Ausstattungsteile im Stil des Rokokoklassizismus von Materno Bossi neu gestaltet, Satteldach 16. Jahrhundert erneuert, barocker Dachreiter in Art einer Tambourkuppel von Joseph Greissing 1716, am nördlichen Querschiff St.-Michaels-Kapelle, kreuzförmiger Bau des sogenannten Übergangsstiles, Weihe 1207; mit Ausstattung; (Klostergebäude, siehe Marktplatz 1, 2) | D-4-71-128-5 Wikidata | weitere Bilder |
| Bamberger Straße 4, 6 (Standort)                                                  | Sogenannte Alte Schule, heute zur JVA gehörig                                                                       | Zweigeschossiger Halbwalmdachbau, massiv und verputzt, von Standerkern gegliedert, erste Hälfte 18. Jahrhundert | D-4-71-128-6 Wikidata | weitere Bilder |
| Bamberger Straße 8 (Standort)                                                     | Katholisches Pfarrhaus                                                                                              | Zweigeschossiger Walmdachbau, massiv und verputzt, spätklassizistisch, 1862/63 | D-4-71-128-7 Wikidata | weitere Bilder |
| Bamberger Straße 8, im Pfarrgarten (Standort)                                     | Immunitätsstein der Abtei                                                                                           | | D-4-71-128-7 Wikidata | BW             |
| Bamberger Straße 11 (Standort)                                                    | Bamberger Tor | Prunktor, Sandstein, mit Korbbogenöffnung und Kugelaufsätzen, Mitte 18. Jahrhundert wohl von Johann Jakob Michael Küchel | D-4-71-128-8 Wikidata | weitere Bilder |
| Bauernhofstraße 6, 8 10, 12, 22, 24, 26, 28, 30, 32, Rathausplatz 2, 4 (Standort) | Sogenannter Bauernhof                                                                                               | Geschlossene hufeisenförmige Anlage von Werkstatt-, Wohn-, Ökonomie- und Stallgebäuden des Klosters, mit vier zweigeschossigen Mansardwalmdach-Eckpavillons und eingeschossigen Zwischentrakten, erstes Drittel 18. Jahrhundert; störend: neuere Vorbauten im Nordflügel, Umbauten; Südwest-Pavillon siehe auch unter Marktplatz 14 | D-4-71-128-9 Wikidata | weitere Bilder |

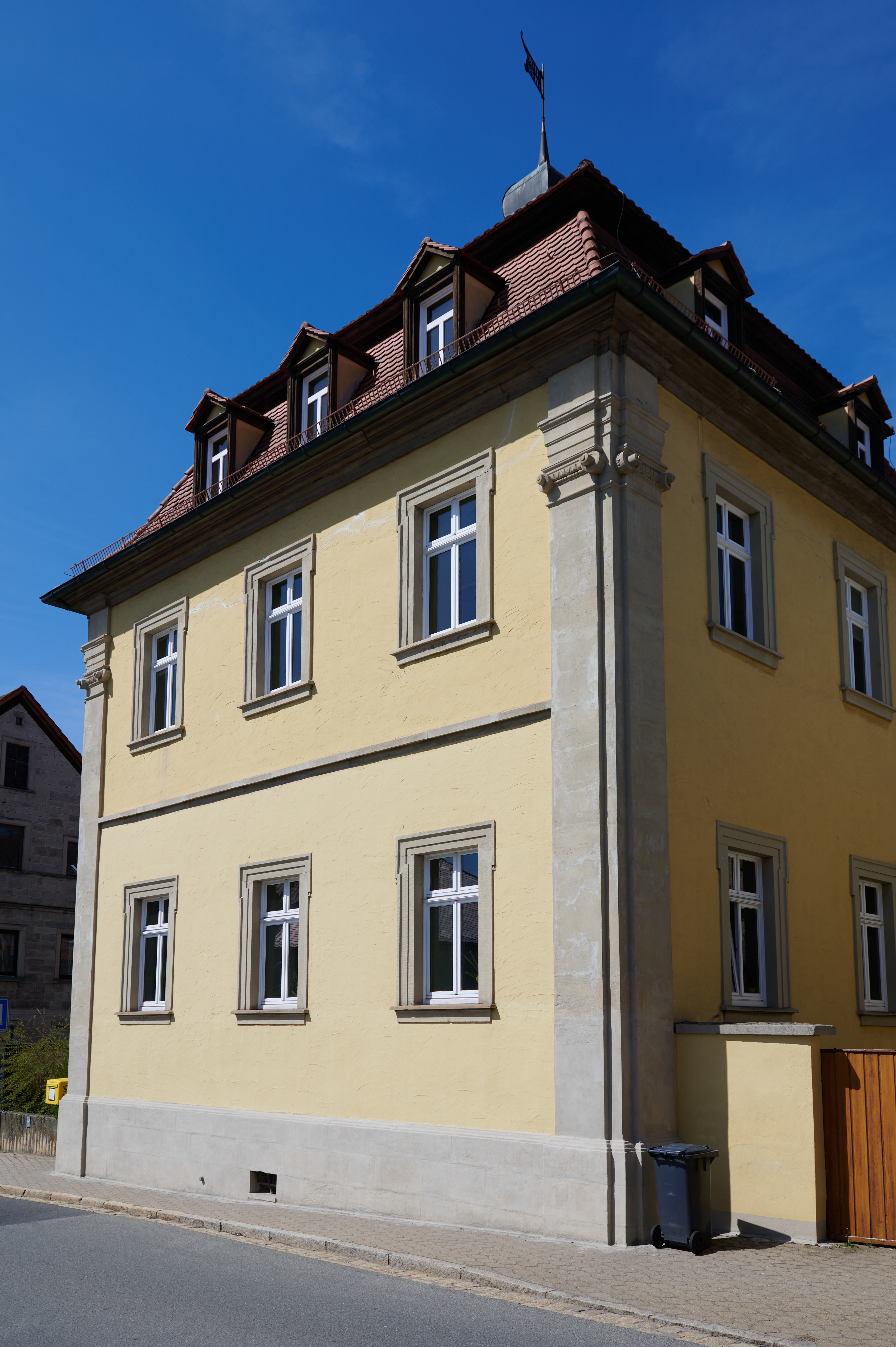
Rathausplatz 2 weitere Bilder
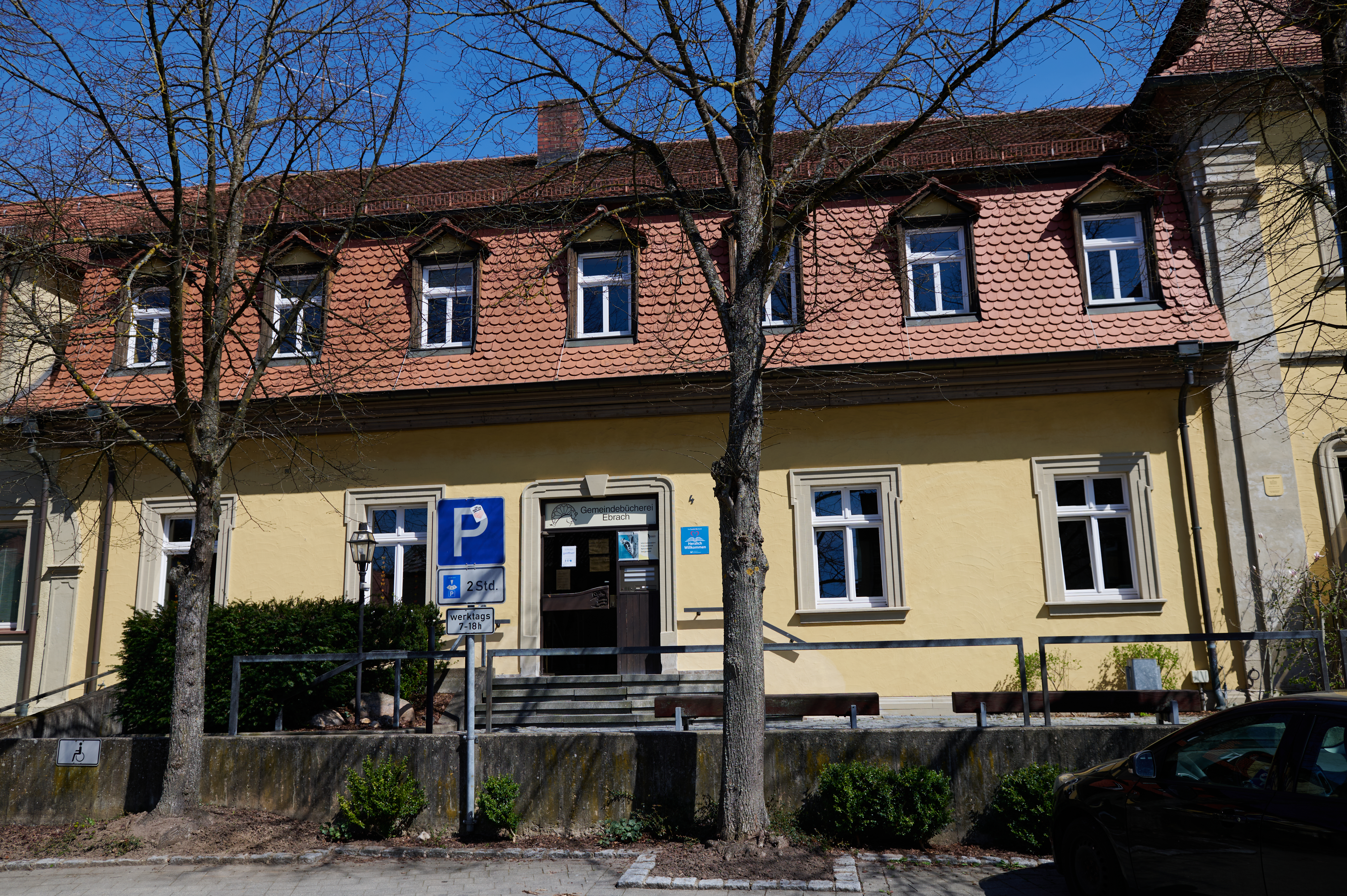
Rathausplatz 4 weitere Bilder
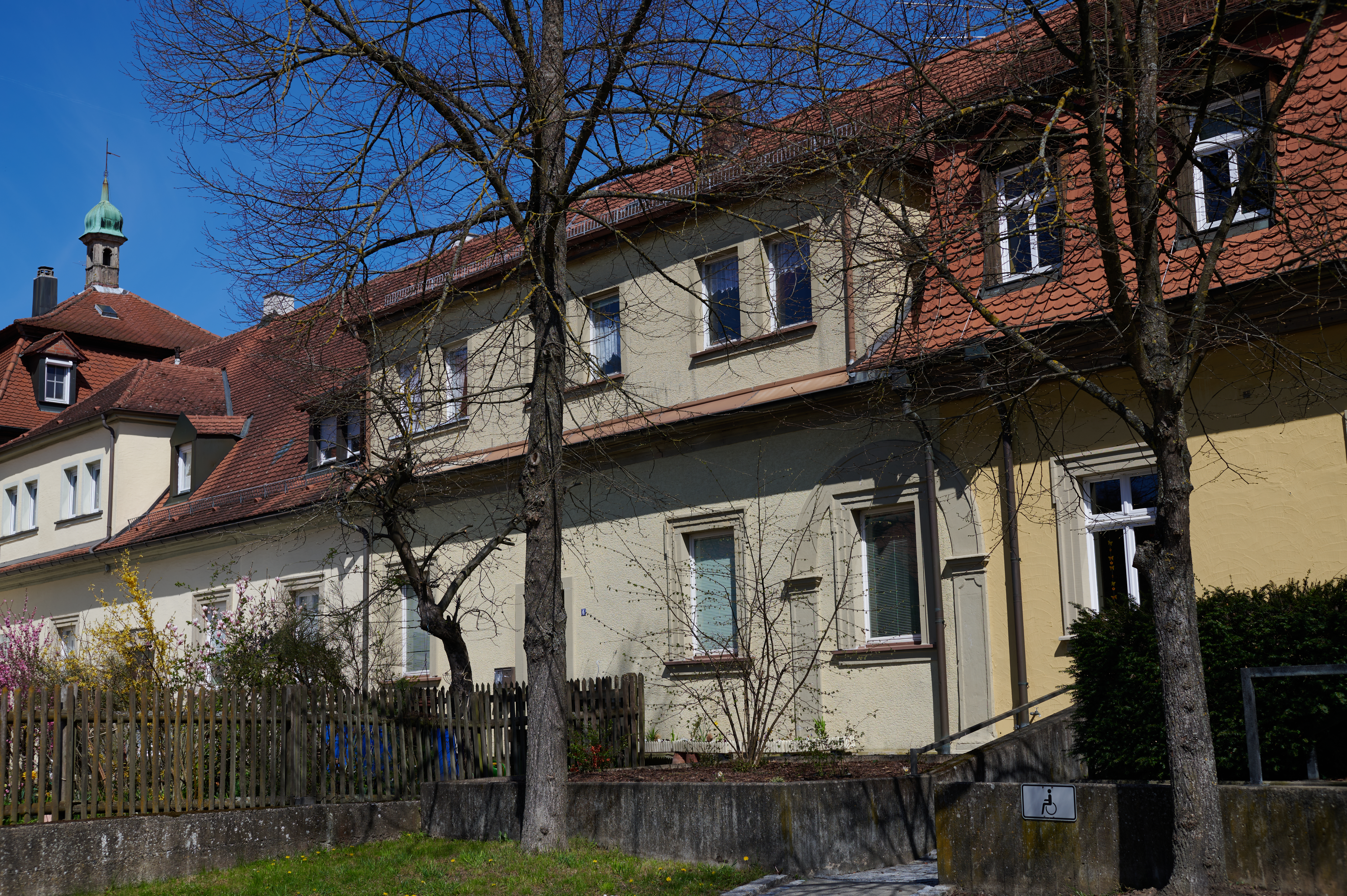
Bauernhofstraße 6 weitere Bilder
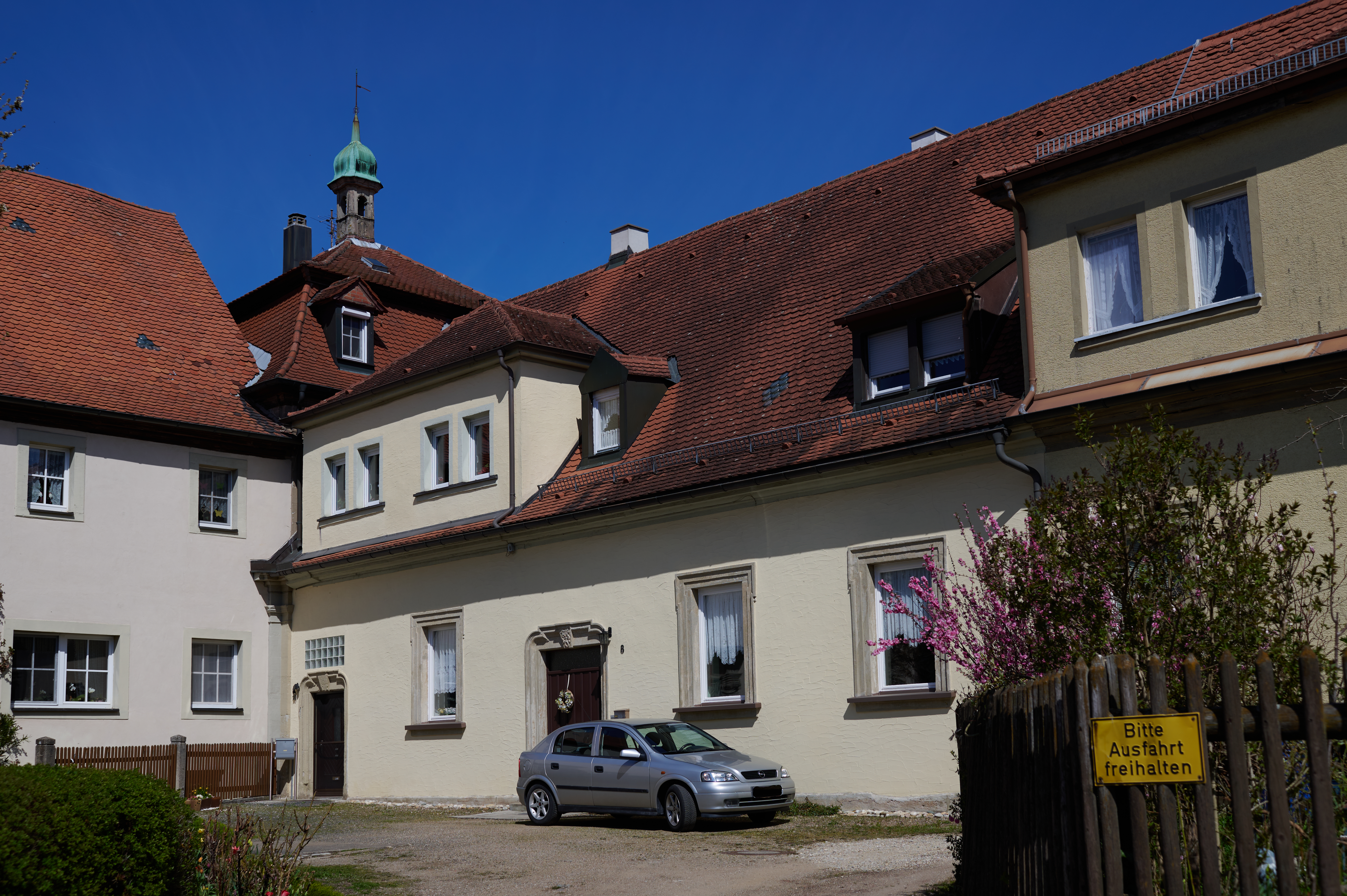
Bauernhofstraße 8 weitere Bilder
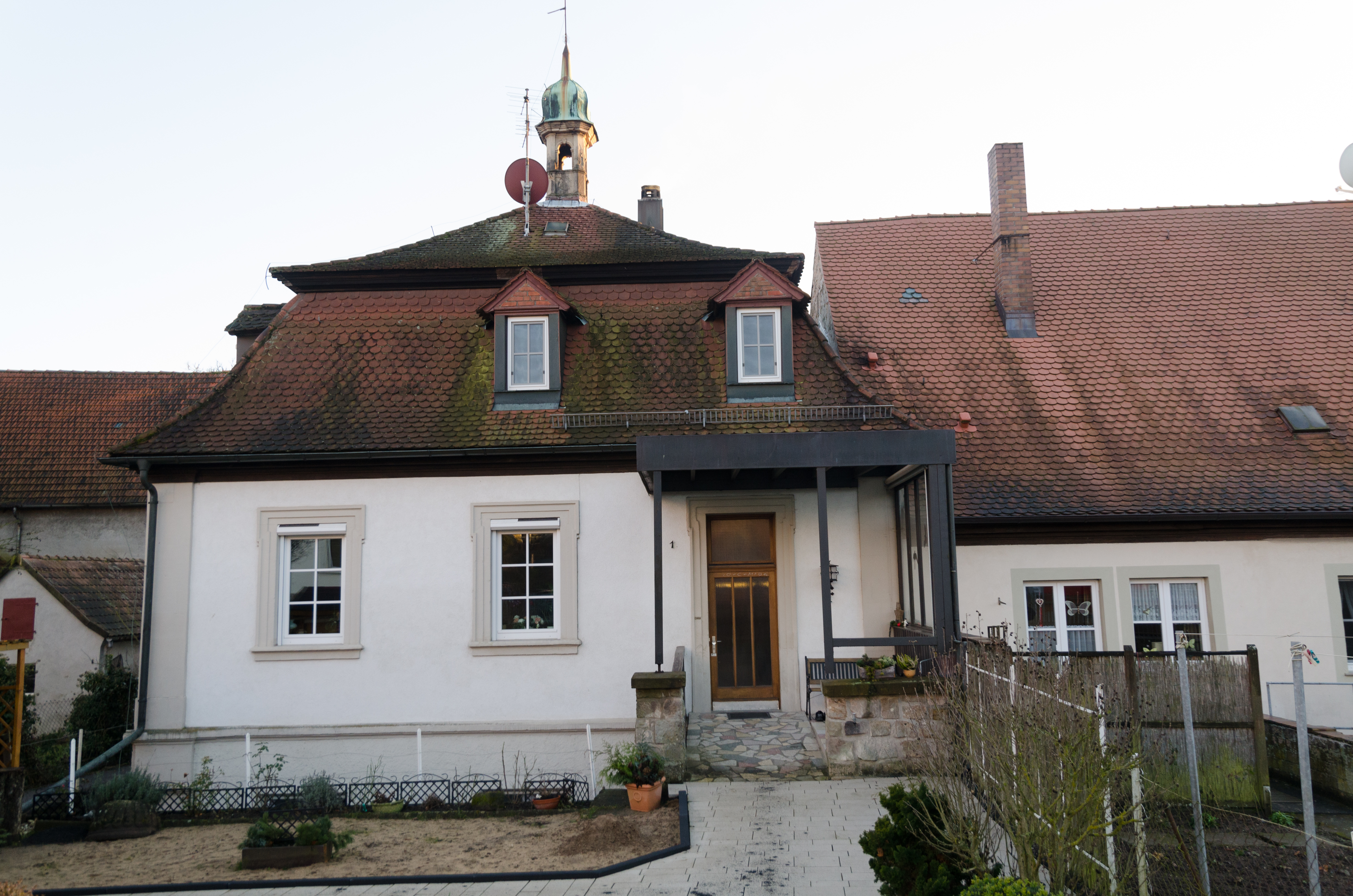
Bauernhofstraße 10, Feldseite weitere Bilder
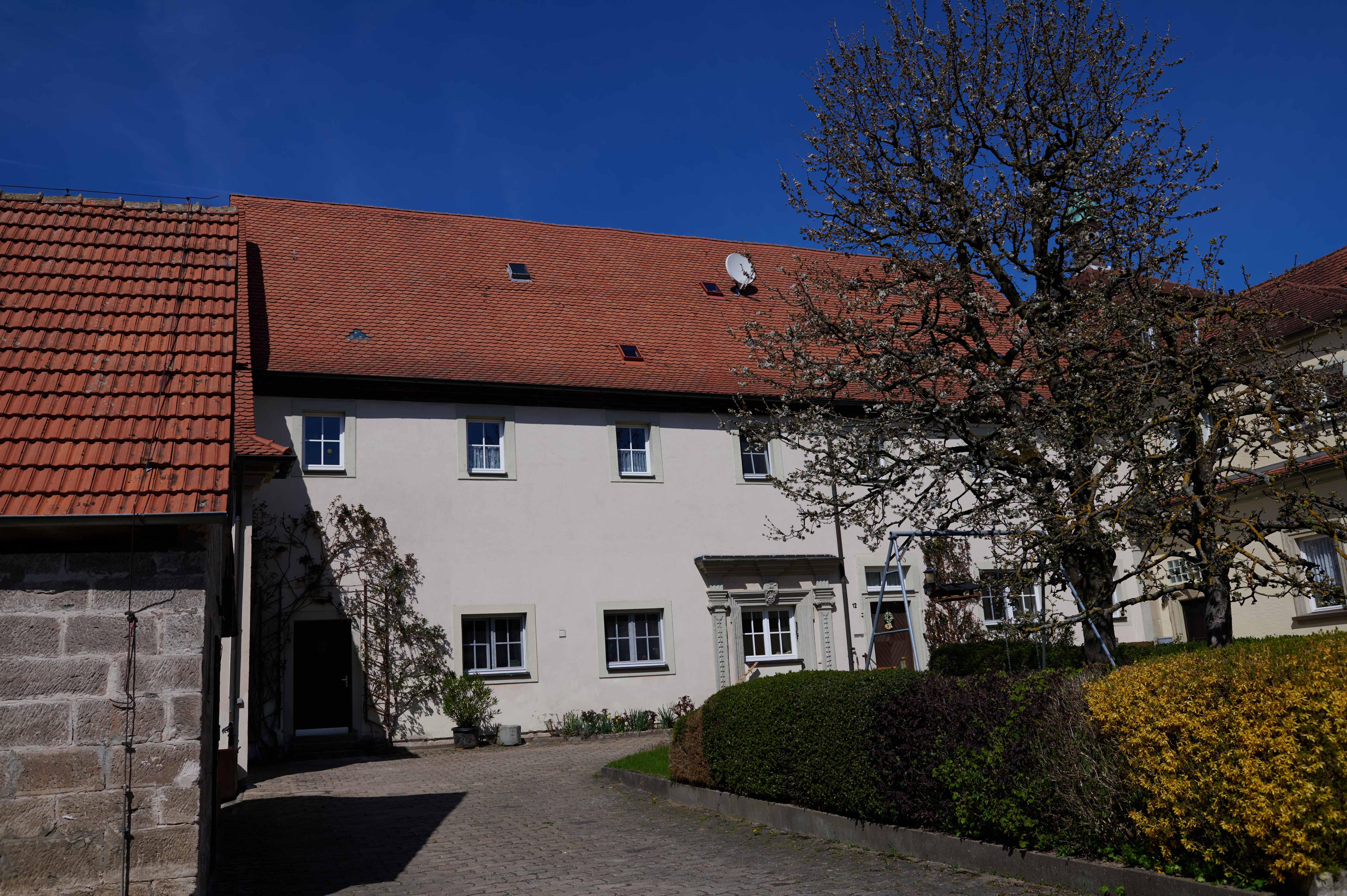
Bauernhofstraße 12 weitere Bilder
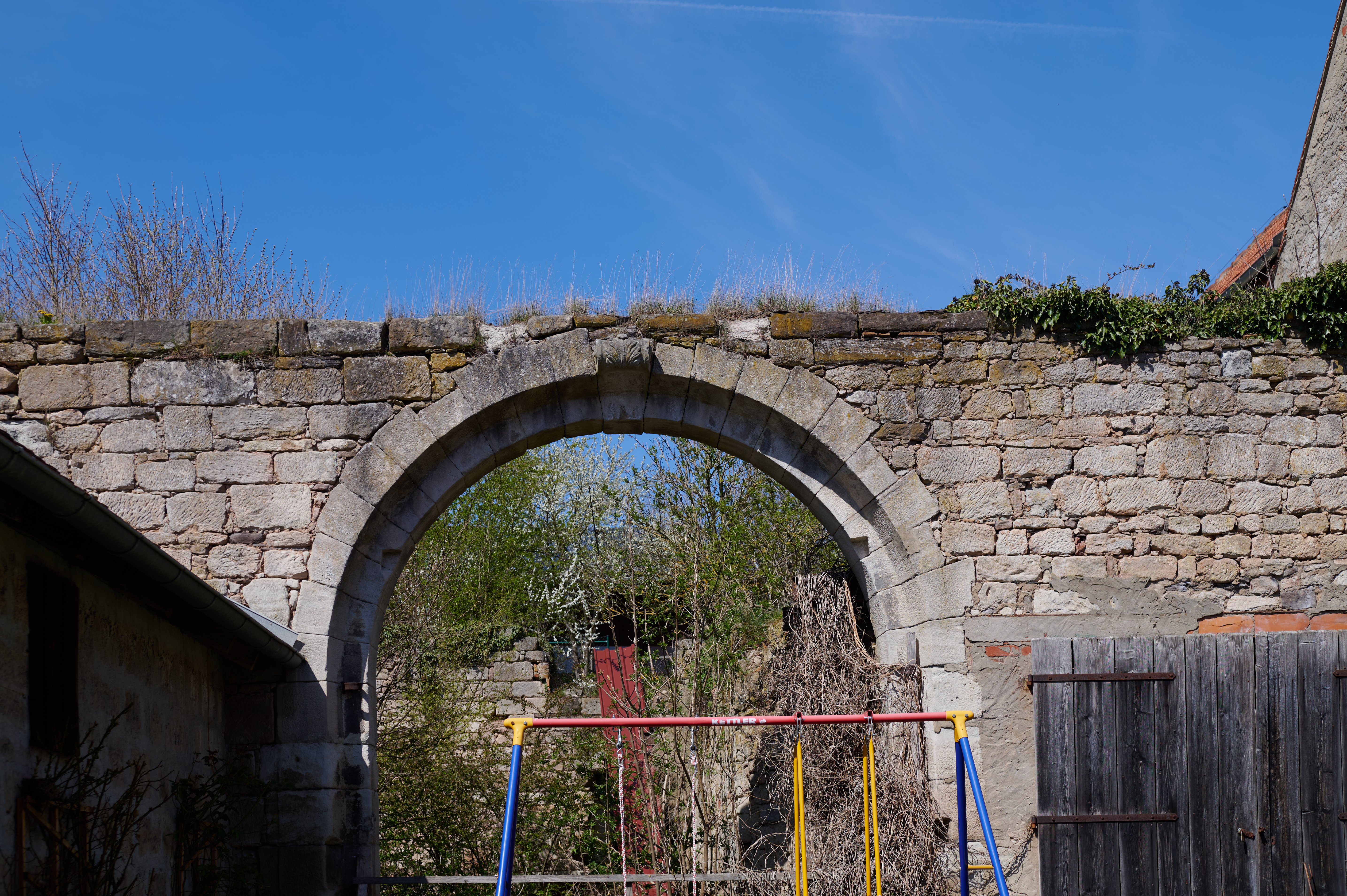
Bauernhofstraße 22, Durchfahrt weitere Bilder
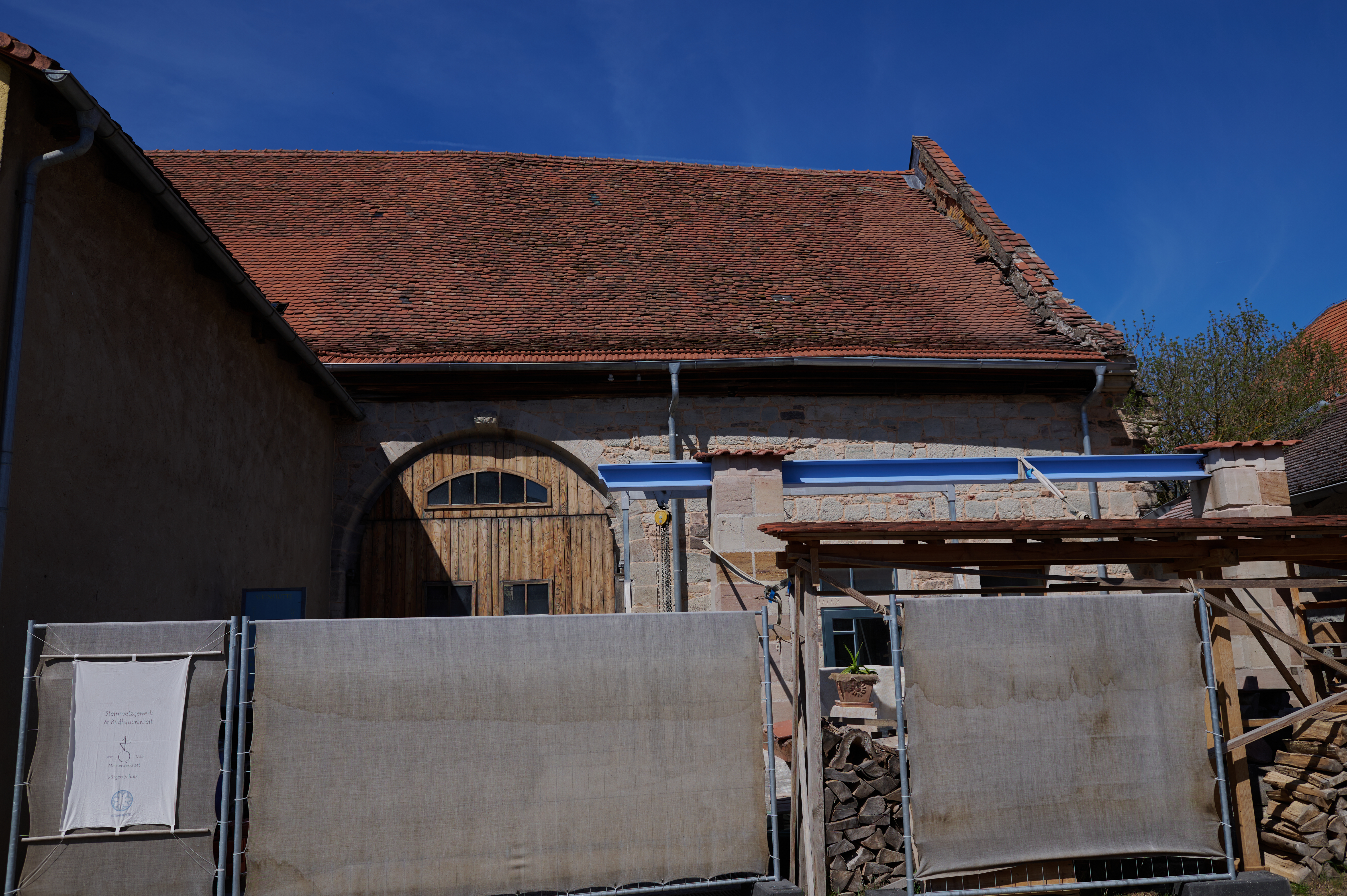
Bauernhofstraße 22 weitere Bilder
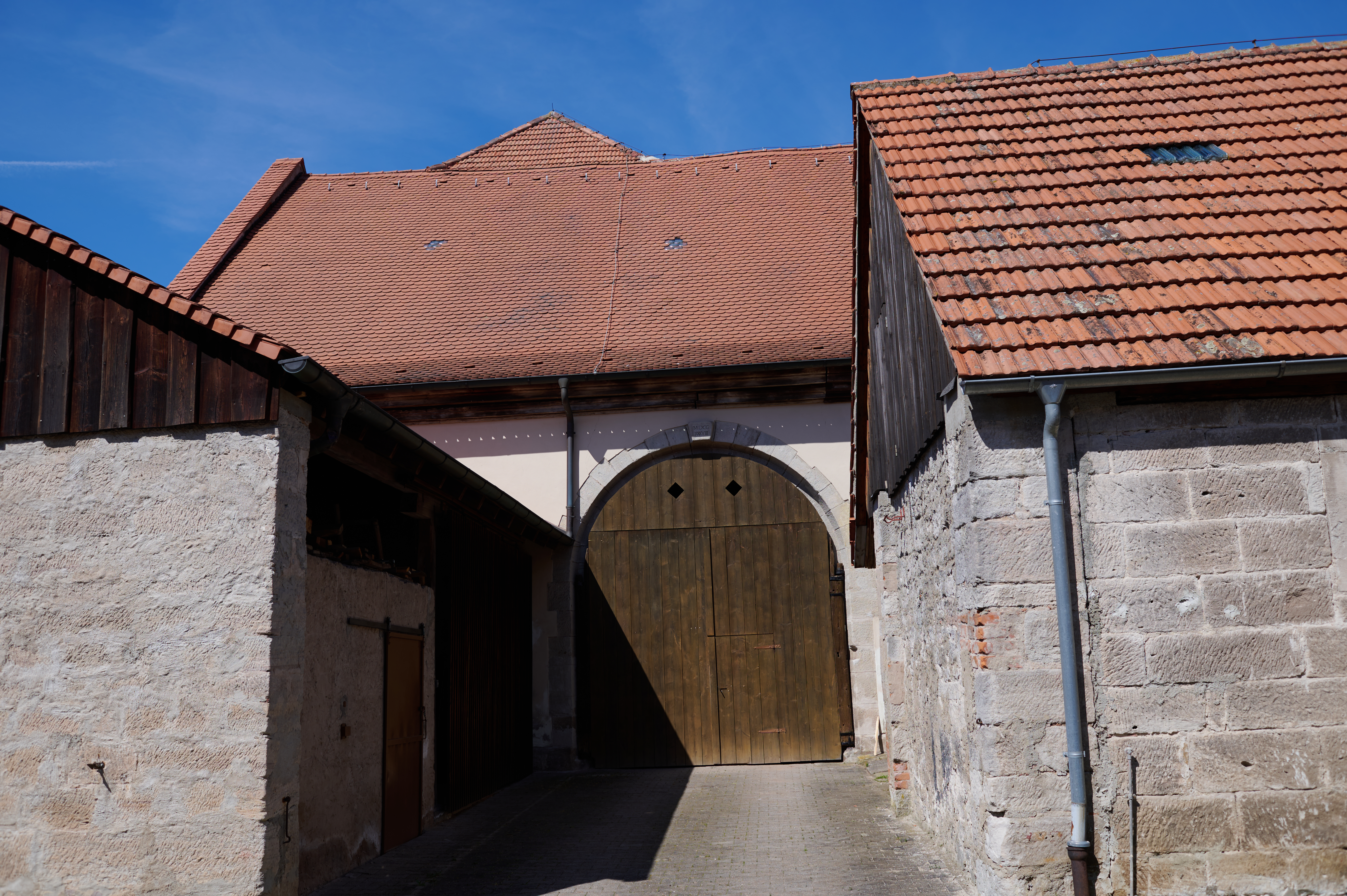
Bauernhofstraße 22 weitere Bilder
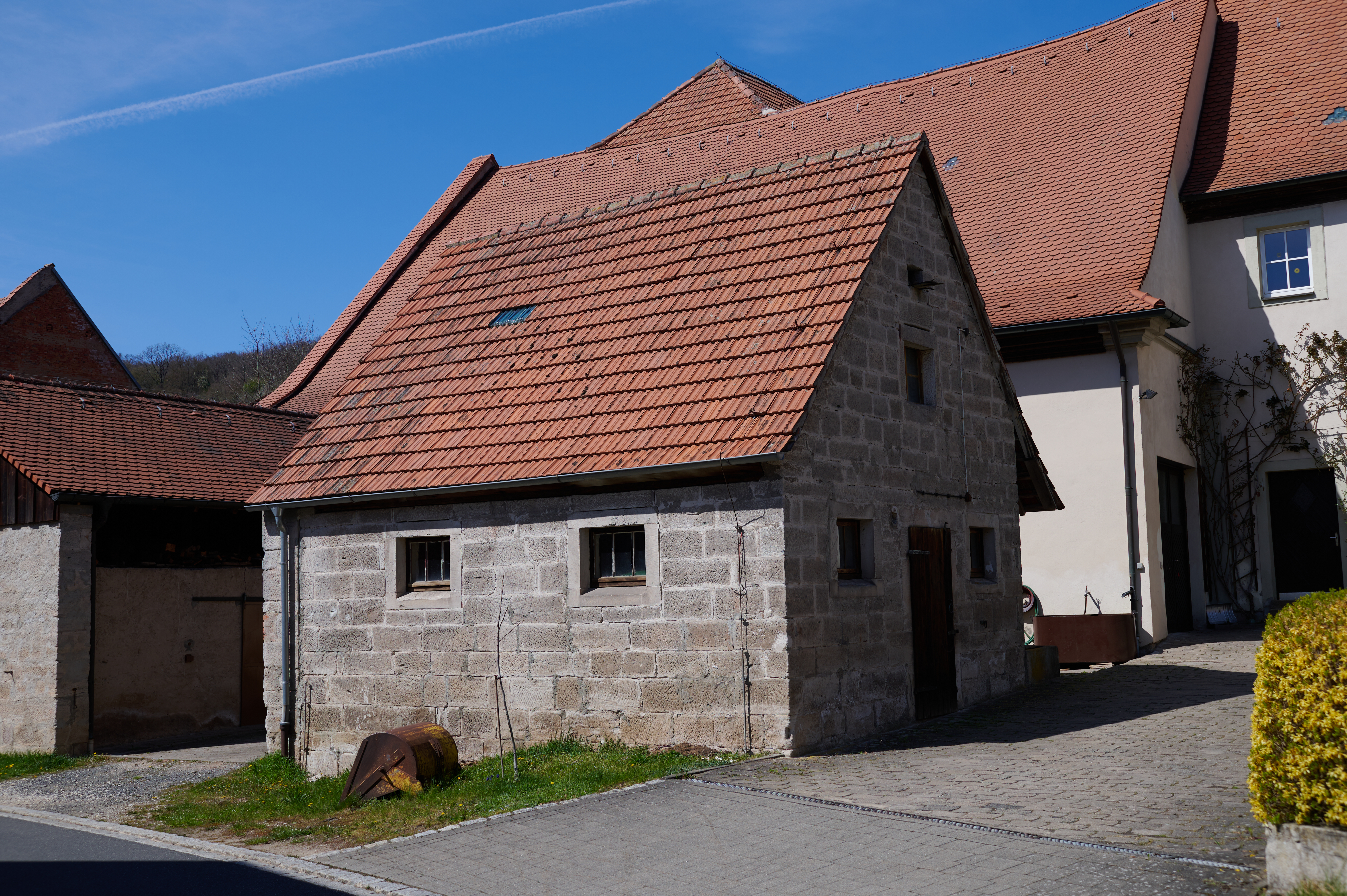
Bauernhofstraße 22 weitere Bilder
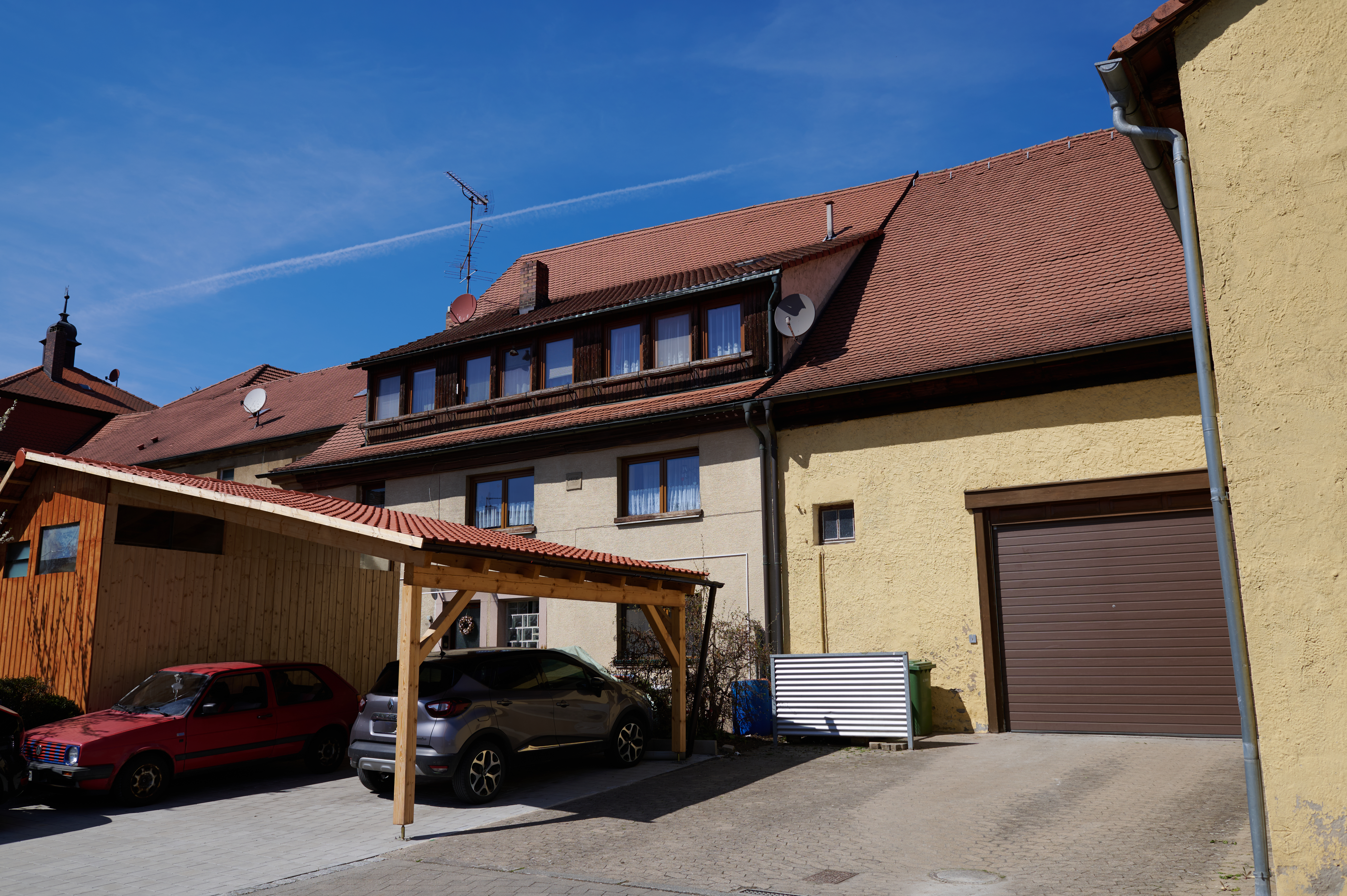
Bauernhofstraße 22 weitere Bilder
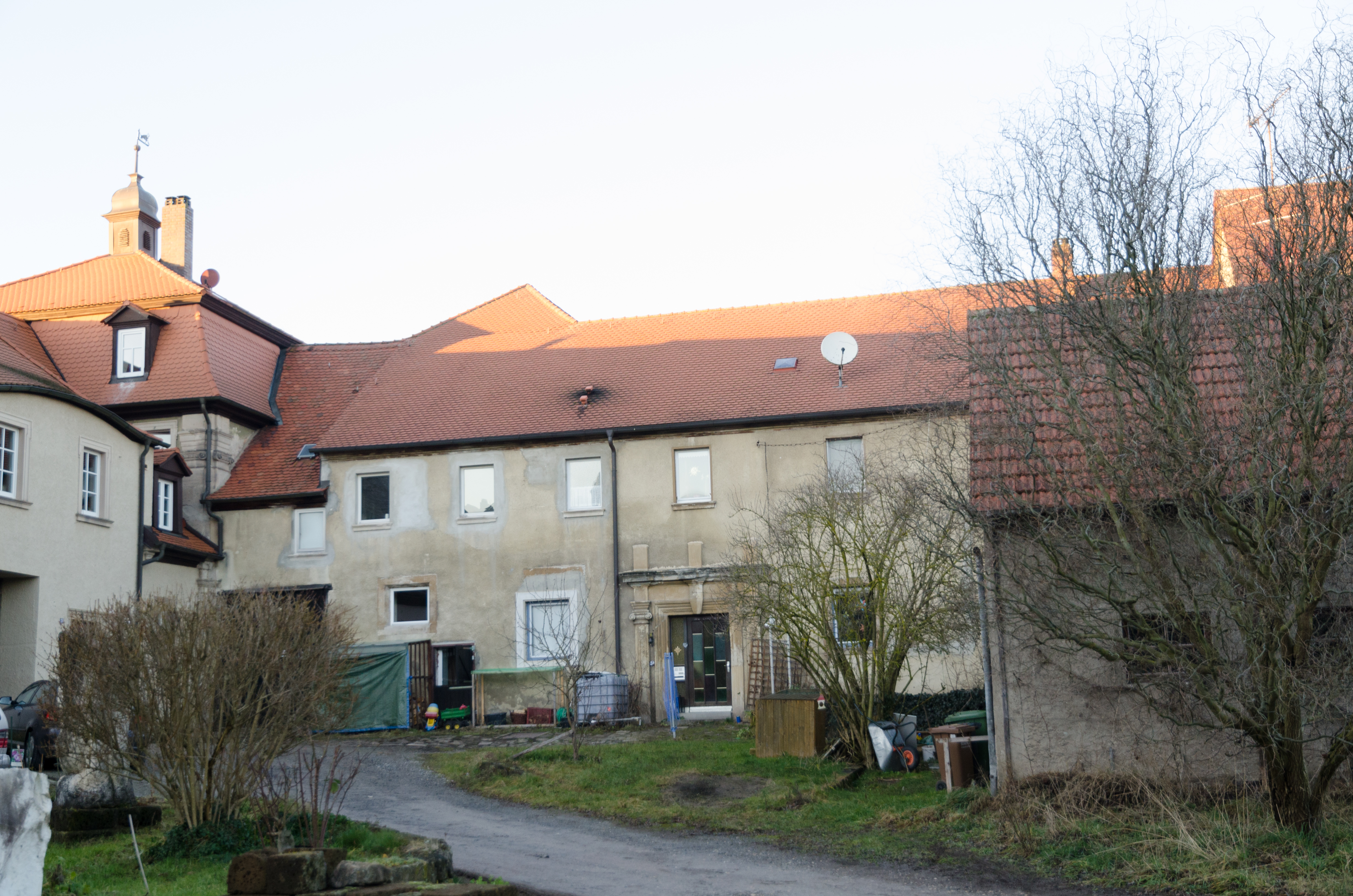
Bauernhofstraße 24 weitere Bilder
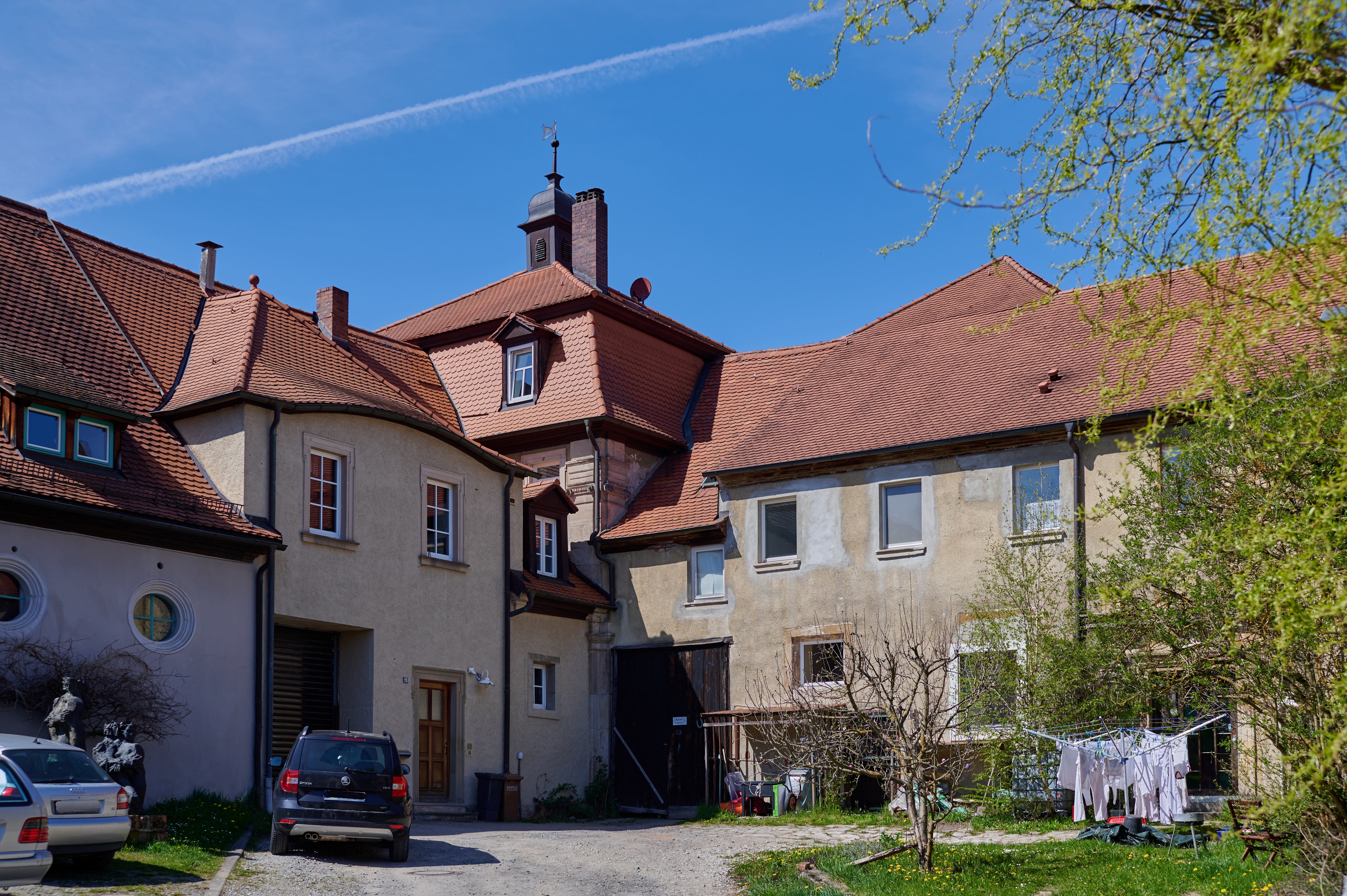
Bauernhofstraße 26 weitere Bilder
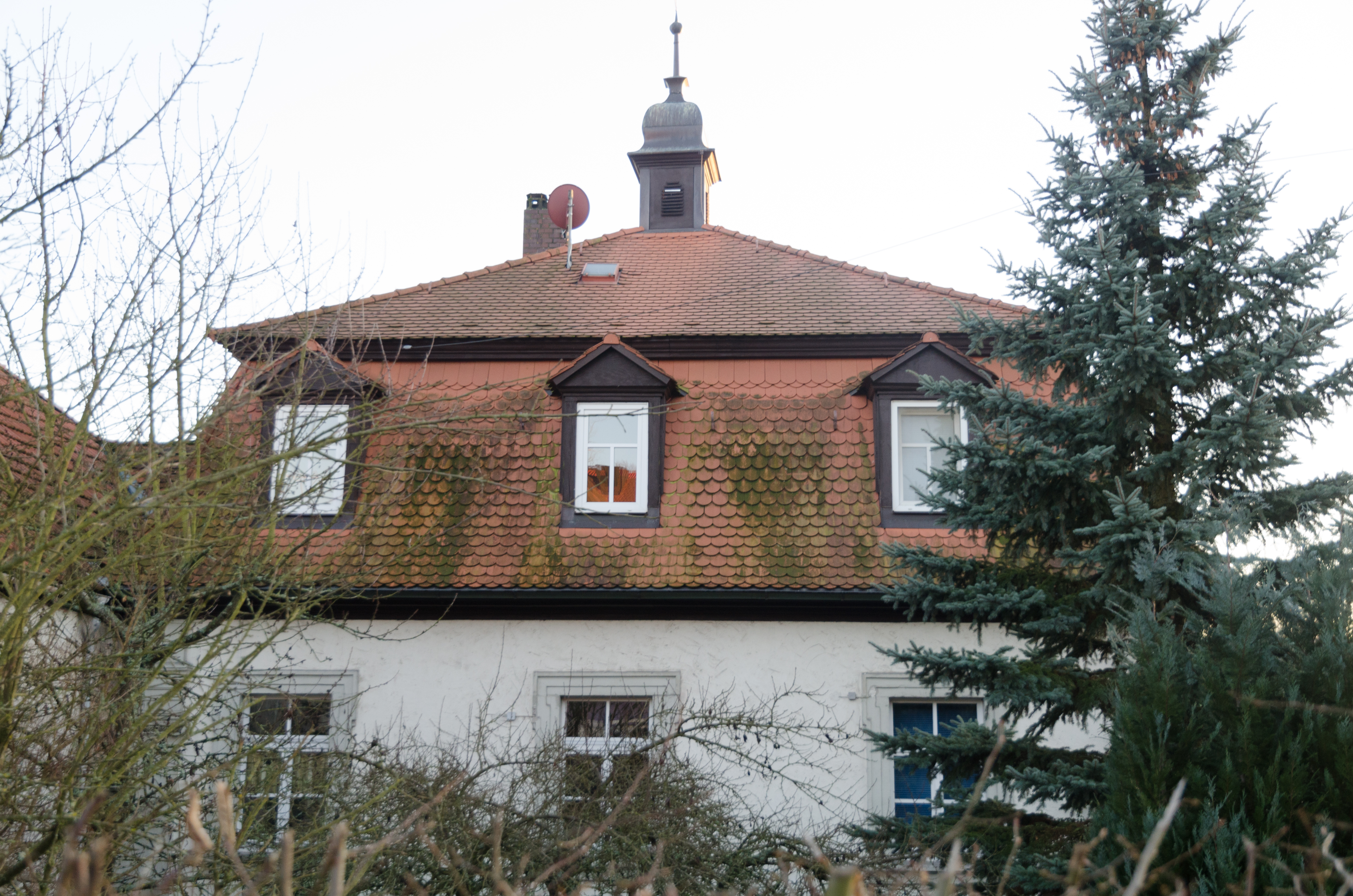
Bauernhofstraße 26, Feldseite weitere Bilder
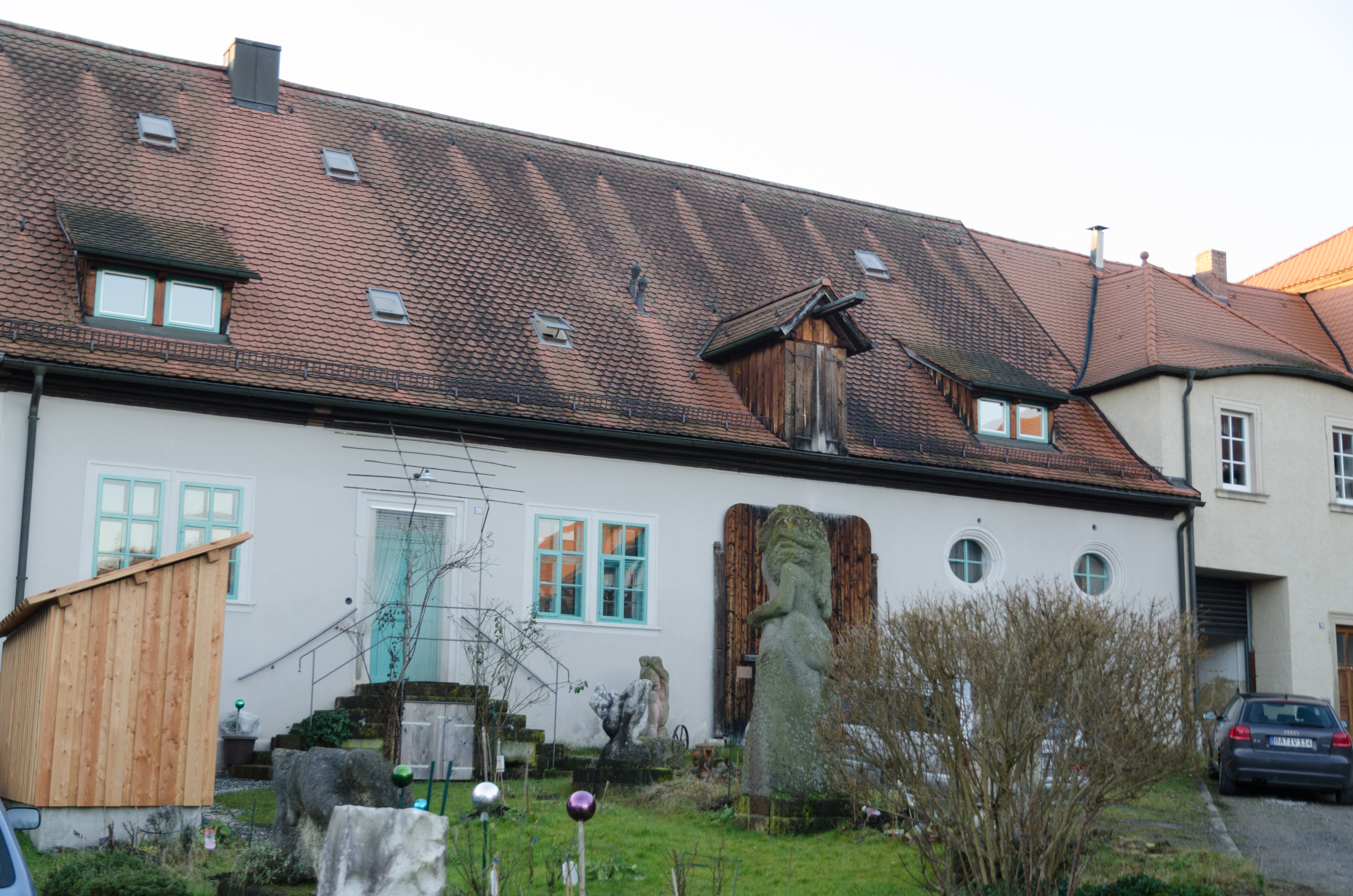
Bauernhofstraße 28, Feldseite weitere Bilder
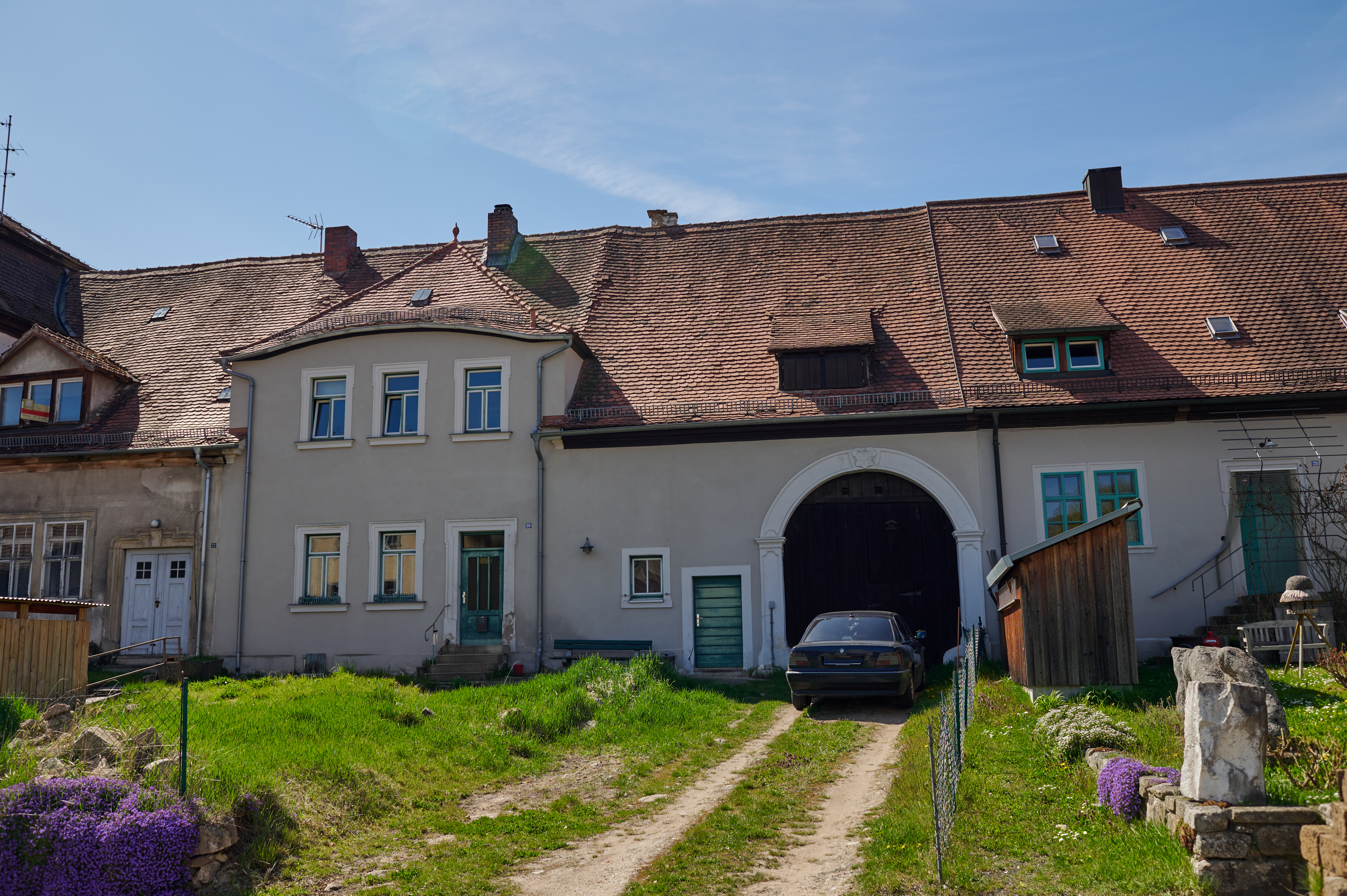
Bauernhofstraße 30 weitere Bilder
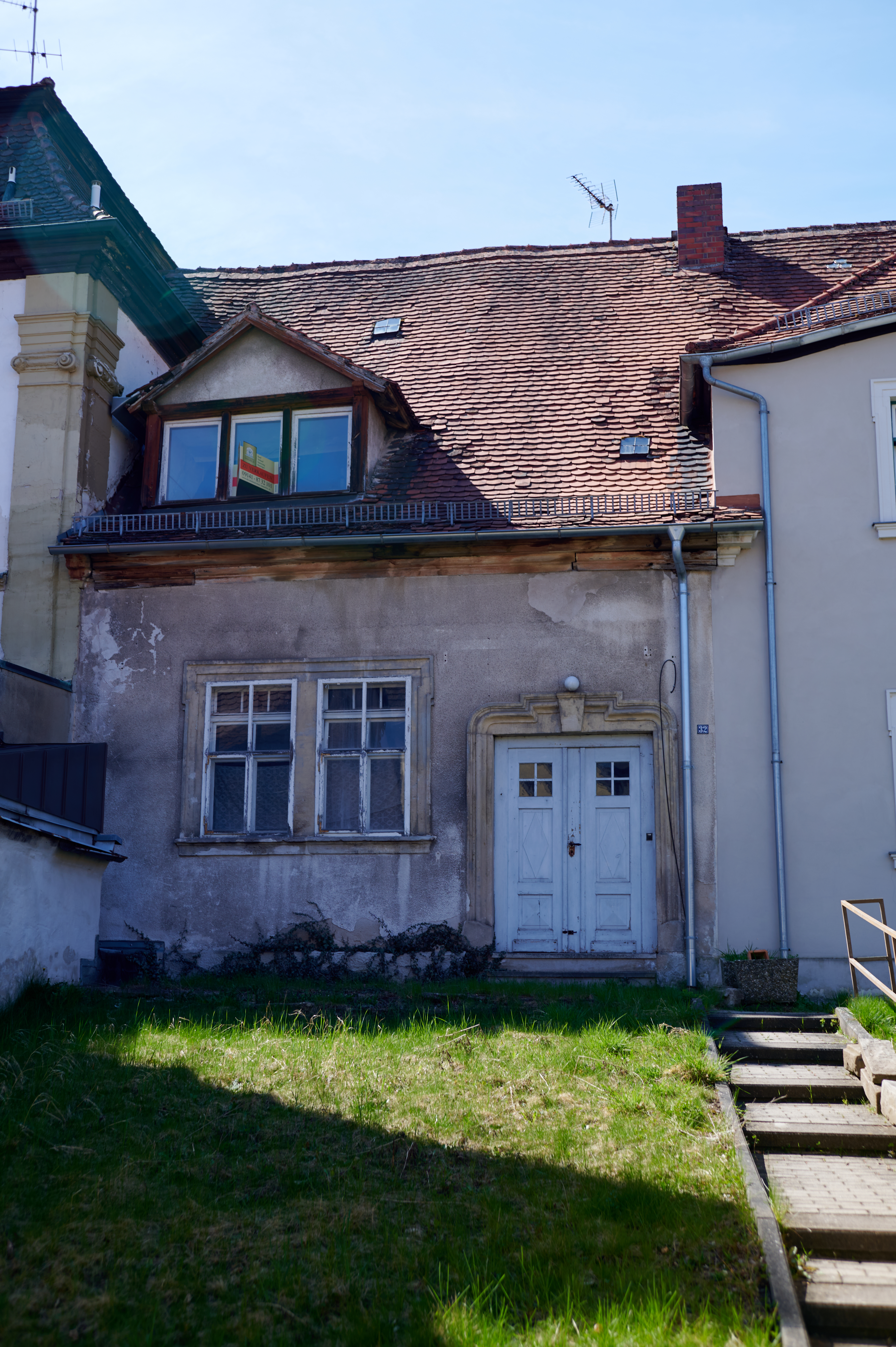
Bauernhofstraße 32 weitere Bilder
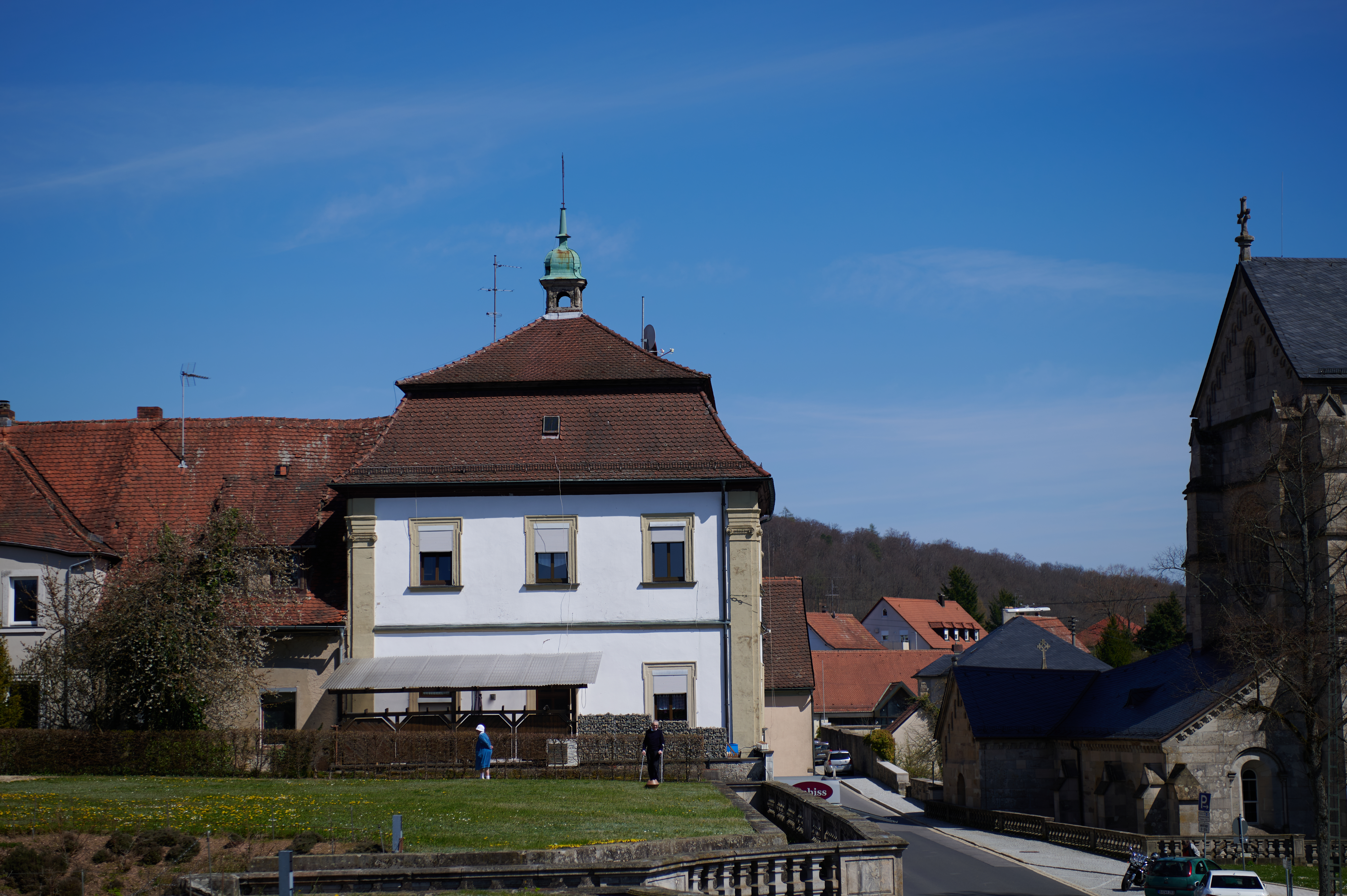
Marktplatz 14 weitere Bilder

| Lage                                                         | Objekt                                                                          | Beschreibung | Akten-Nr.              | Bild           |
| ------------------------------------------------------------ | ------------------------------------------------------------------------------- | --- | ---------------------- | -------------- |
| Nähe Horbachweg; im Ort, Grünanlage Horbachweg (Standort)    | Säule                                                                           | Sandstein, mit erzbischöflichem Metall-Doppelkreuz, wohl um 1800                                                                                              | D-4-71-128-25          | weitere Bilder |
| Marktplatz 1, vor der Klosterkirche, Haupteingang (Standort) | Bildstock                                                                       | Sandstein, zweiseitiger Aufsatz mit Fialen, spätgotisch, 15. Jahrhundert                                                                                      | D-4-71-128-24 Wikidata | weitere Bilder |
| Marktplatz 1 (Standort)                                      | Ehemaliges Krankenhaus oder Bergehaus, Nebengebäude des ehemaligen Klosters     | 18. Jahrhundert, massiver, zweigeschossiger Walmdachbau, 18. Jahrhundert                                                                                      | D-4-71-128-2 Wikidata  | weitere Bilder |
| Marktplatz, vor Nr. 3/4 (Standort)                           | Brunnenstock                                                                    | Sandstein, mit Vasenaufsatz, klassizistisch, Ende 18. Jahrhundert                                                                                             | D-4-71-128-15 Wikidata | weitere Bilder |
| Marktplatz 2, 3, 4 (Standort)                                | Nebengebäude des ehemaligen Klosters, heute Gastronomie, Metzgerei und Forstamt | Zweigeschossiger Zweiflügelbau mit drei Mansardwalmdach-Eckpavillons, die Südwestecke der Kloster-Vorstadt bildend, Sandsteinportale und Eckpilaster, 1715/20 | D-4-71-128-10 Wikidata | weitere Bilder |
| Würzburger Straße 3 (Standort)                               | Nebengebäude des ehemaligen Klosters                                            | Zwei eingeschossige Mansardwalmdachpavillons und Sandsteinquaderremise, Walmdach, erstes Drittel 18. Jahrhundert                                              | D-4-71-128-10 Wikidata | weitere Bilder |
| Marktplatz 5, 6, 6 a, 7, 8, 9 (Standort)                     | Langgestreckte nördliche Bebauung der Kloster-Vorstadt                          | Zweigeschossig, gegliedert von Mansardwalmdach-Pavillons | D-4-71-128-11 Wikidata | weitere Bilder |
| Marktplatz 5, 6, 6 a, 7, 8, 9 (Standort)                     | Hofgebäude                                                                      | rückwärts bis zur Wald- bzw. Lagerhausstraße, erstes Drittel 18. Jahrhundert                                                                                  | D-4-71-128-11 Wikidata | weitere Bilder |

- Marktplatz 5, von Westen 
weitere Bilder
- Marktplatz 5, von Südosten 
weitere Bilder
- Marktplatz 6 
weitere Bilder
- Marktplatz 6 
weitere Bilder
- Marktplatz 7, 8 
weitere Bilder
- Marktplatz 8, 9 
weitere Bilder
- Marktplatz 9 
weitere Bilder
- Marktplatz 6a, nördlich Hs. Nr. 5 
weitere Bilder
- Marktplatz 6a, nördlich Hs. Nr. 5 und 6 
weitere Bilder
- Marktplatz 6a, nördlich Hs. Nr. 6 und 7 
weitere Bilder
- Marktplatz 6a, nördlich Hs. Nr. 7 
weitere Bilder
- Marktplatz 6a, nördlich Hs. Nr. 8, 9 
weitere Bilder
- Marktplatz 6a, nördlich Hs. Nr. 8, 9 
weitere Bilder

| Lage                                               | Objekt                              | Beschreibung | Akten-Nr.              | Bild           |
| -------------------------------------------------- | ----------------------------------- | --- | ---------------------- | -------------- |
| Marktplatz 10 (Standort)                           | Sogenanntes Neues Bäckerhaus        | Im Kern Reste der ehemaligen Fuchsenkapelle (1276), zweigeschossiger Halbwalmdachbau, massiv und verputzt, erste Hälfte 19. Jahrhundert                                                                | D-4-71-128-12 Wikidata | weitere Bilder |
| Marktplatz 14 (Standort)                           | Eckpavillon                         | Südwestecke des Bauernhofs (vgl. Bauernhofstraße), zweigeschossiger Mansardwalmdachbau, massiv und verputzt, Eckpilaster, Dachreiter, erstes Drittel 18. Jahrhundert                                   | D-4-71-128-14 Wikidata | weitere Bilder |
| Neudorfer Straße 4 (Standort)                      | Immunitätsstein                     | Sandstein, erhabenes Kreuz, wohl 16. Jahrhundert, in der Einfriedungsmauer | D-4-71-128-17 Wikidata | BW             |
| Orangerieweg 5 (Standort)                          | Ehemalige Orangerie                 | Zweigeschossiger Mansardwalmdachbau mit eingeschossigen Flügeln, massiv und verputzt, zweite Hälfte 18. Jahrhundert                                                                                    | D-4-71-128-18 Wikidata | weitere Bilder |
| Orangerieweg 5, vor der Orangerie (Standort)       | Ehemaliger Oberer Abteigarten       | Über großem Kellerwerk, Terrasse mit Balustraden und Treppe, bezeichnet „1754“ (am Marktplatz) | D-4-71-128-18 Wikidata | weitere Bilder |
| Nähe Otto-Leybold-Ring; beim Friedhof (Standort)   | Heiligenhäuschen                    | Auf Altarsockel, Giebeldach mit Ziegeln, 18./19. Jahrhundert | D-4-71-128-21 Wikidata | weitere Bilder |
| Nähe Otto-Leybold-Ring; bei Nr. 10 (Standort)      | Heiligenhäuschen mit Anna Selbdritt | Altarsockel, Giebeldach mit Ziegeln, 18./19. Jahrhundert | D-4-71-128-20 Wikidata | weitere Bilder |
| Otto-Leybold-Ring 10 (Standort)                    | Marienturm                          | Viergeschossiger Eckturm der Klosterummauerung, Obergeschoss eingezogen, welsche Haube mit vergoldeter Muttergottes, Wappen des Abtes H. Held, bezeichnet „1745“, wohl von Johann Jakob Michael Küchel | D-4-71-128-19 Wikidata | weitere Bilder |
| Staatsstraße 2258; gegen Großgressingen (Standort) | Kreuzstein                          | Sandstein, erhabener Rand und erhabenes gotisches Nasen-Kreuz | D-4-71-128-26 Wikidata | BW             |

### Buch
| Lage                                                               | Objekt           | Beschreibung | Akten-Nr.              | Bild           |
| ------------------------------------------------------------------ | ---------------- | --- | ---------------------- | -------------- |
| Buch 4 (Standort)                                                  | Heiligenhäuschen | Mit Giebeldach, Nische vergittert, 18. Jahrhundert | D-4-71-128-27 Wikidata | weitere Bilder |
| Ebracher Weg; St.-Rochus-Straße; in der Nähe der Kirche (Standort) | Bildstock        | Mit Darstellung der Heiligen Dreifaltigkeit, bezeichnet „1820“ | D-4-71-128-44 Wikidata | weitere Bilder |
| Straßäcker; an der Straße von Buch nach Großgressingen (Standort)  | Bildstock        | Sandstein, Sockel mit Marmortafel, darauf Inschrift, viereckiger Schaft, zweiseitiger Aufsatz mit Kreuzigungsgruppe und gebogenem Dach, neugotisch, Mitte 19. Jahrhundert | D-4-71-128-56 Wikidata | weitere Bilder |
| Straßäcker; Straße St.-Rochus-Hof (Standort)                       | Kreuzstein       | Sandstein, Pflugreute eingeritzt | D-4-71-128-45 Wikidata | weitere Bilder |

### Großbirkach
| Lage                  | Objekt                                                      | Beschreibung                                                                 | Akten-Nr.              | Bild           |
| --------------------- | ----------------------------------------------------------- | ---------------------------------------------------------------------------- | ---------------------- | -------------- |
| Am Anger 6 (Standort) | Wohnstallhaus                                               | Bruchsandstein, mit Frackdach und Fachwerkobergeschoss, bezeichnet „1875“    | D-4-71-128-54 Wikidata | weitere Bilder |
| Am Anger 6 (Standort) | Fachwerkstadel                                              | Satteldach                                                                   | D-4-71-128-54 Wikidata | weitere Bilder |
| Am Anger 6 (Standort) | Nebengebäude                                                | Bruchsandstein, Satteldach                                                   | D-4-71-128-54 Wikidata | weitere Bilder |
| Am Anger 6 (Standort) | Stützmauern                                                 |                                                                              | D-4-71-128-54 Wikidata | weitere Bilder |
| Kirchweg 6 (Standort) | Evangelisch-lutherische Pfarrkirche St. Johannes der Täufer | Chorturm mit Spitzhelm, Sakristeianbau, 13.–18. Jahrhundert; mit Ausstattung | D-4-71-128-30 Wikidata | weitere Bilder |
| Kirchweg 6 (Standort) | Kirchhofmauer                                               | Mit Tor, bezeichnet 1734                                                     | D-4-71-128-30 Wikidata | weitere Bilder |

### Großgressingen
| Lage                                                 | Objekt                                            | Beschreibung | Akten-Nr.              | Bild           |
| ---------------------------------------------------- | ------------------------------------------------- | --- | ---------------------- | -------------- |
| Bauernschlag; 2 km nördlich St. Rochus (Standort)    | Feldkapelle                                       | Massivbau, Giebeldach mit Ziegeln und Steinkreuz, neugotisch, um 1860 | D-4-71-128-58 Wikidata | weitere Bilder |
| Kleingressinger Straße 8 (Standort)                  | Klosterschenke                                    | Zweigeschossiger Satteldachbau, massiv und verputzt, Wappenstein bezeichnet „1714“                                                                                                 | D-4-71-128-34 Wikidata | weitere Bilder |
| Kloster-Ebrach-Straße (Standort)                     | Heiligenhäuschen                                  | Giebeldach mit Ziegeln und Metallkreuz, 18. Jahrhundert | D-4-71-128-31 Wikidata | weitere Bilder |
| Schwarzwald; in der Nähe der Kirche (Standort)       | Bildstock                                         | Sandstein, viereckiger Schaft, neubarocker Aufsatz mit bekrönendem Steinkreuz, neubarock, 18./19. Jahrhundert                                                                      | D-4-71-128-43 Wikidata | weitere Bilder |
| St.-Rochus-Straße; in der Nähe der Kirche (Standort) | Bildstock                                         | Sandstein, viereckiger Schaft mit barockisierendem Bildaufsatz, am Altarsockel bezeichnet 1905                                                                                     | D-4-71-128-42 Wikidata | weitere Bilder |
| Sankt-Rochus-Straße 3 (Standort)                     | Ehemaliges Klostergebäude, sogenanntes Jägerhaus  | Zweigeschossiger Halbwalmdachbau, massiv und verputzt, erste Hälfte 18. Jahrhundert                                                                                                | D-4-71-128-32 Wikidata | weitere Bilder |
| Sankt-Rochus-Straße 3 (Standort)                     | Hofeinfahrt                                       | Mauer mit Pfosten, Sandstein, 18. Jahrhundert | D-4-71-128-32 Wikidata | weitere Bilder |
| Sankt-Rochus-Straße 3 (Standort)                     | Stadel                                            | Sandsteinquader, Satteldach, 18./19. Jahrhundert | D-4-71-128-32 Wikidata | weitere Bilder |
| Sankt-Rochus-Straße 3 (Standort)                     | Remise                                            | Sandsteinquader, Satteldach, 18./19. Jahrhundert | D-4-71-128-32 Wikidata | weitere Bilder |
| St.-Rochus-Straße 47 (Standort)                      | Priesterhaus                                      | Eingeschossiger Halbwalmdachbau, massiv und verputzt, Wappentafel, im Kern 18. Jahrhundert, verändert                                                                              | D-4-71-128-40 Wikidata | weitere Bilder |
| St.-Rochus-Straße 51 (Standort)                      | Katholische Filialkirche St. Rochus und Sebastian | Saalbau mit Satteldach und Dachreiter, Sakristeianbau an dreiseitig geschlossenem Chor, nachgotisch, bezeichnet „1616“, mit älterem Kern, Zutaten 18. Jahrhundert; mit Ausstattung | D-4-71-128-41 Wikidata | weitere Bilder |
| St.-Rochus-Straße 51 (Standort)                      | Ummauerung                                        | Gleichzeitig | D-4-71-128-41 Wikidata | BW             |
| Tannig; am Flurweg nach Ebrach (Standort)            | Bildstock, sogenannte Vier-Evangelisten-Marter    | Sandstein, viereckiger, kannelierter Schaft, vierseitiger Aufsatz mit ausladendem Baldachin und abgestumpftem Obelisken, Ende 19. Jahrhundert                                      | D-4-71-128-52 Wikidata | BW             |
| Tannig; am Flurweg nach Ebrach (Standort)            | Kreuzschlepper                                    | Sandstein, viereckiger Schaft mit abgefasten Kanten, erste Hälfte 19. Jahrhundert, Basis bezeichnet „1948“                                                                         | D-4-71-128-53 Wikidata | BW             |

### Hof
| Lage                        | Objekt                                     | Beschreibung                                                   | Akten-Nr.              | Bild           |
| --------------------------- | ------------------------------------------ | -------------------------------------------------------------- | ---------------------- | -------------- |
| Böswiesenholzweg (Standort) | Kreuzschlepper                             | Sandstein, Abakus mit Voluten, um 1920, mit Bezeichnung „1721“ | D-4-71-128-29 Wikidata | weitere Bilder |
| Böswiesenholzweg (Standort) | St.-Bernhards-Kapelle, früher Hoferkapelle | Massiver Walmdachbau, bezeichnet „1838“                        | D-4-71-128-28 Wikidata | weitere Bilder |

### Kleinbirkach
| Lage                      | Objekt                 | Beschreibung                                                                  | Akten-Nr.              | Bild           |
| ------------------------- | ---------------------- | ----------------------------------------------------------------------------- | ---------------------- | -------------- |
| Ellern (Standort)         | Alter Dreifrankenstein | Sandstein, bezeichnet mit "1892" (teilweise im Gebiet des Marktes Geiselwind) | D-4-71-128-61 Wikidata | BW             |
| Kleinbirkach 8 (Standort) | Mühle                  | Massiver, zweigeschossiger Halbwalmdachbau, Eckpilaster                       | D-4-71-128-35 Wikidata | weitere Bilder |
| Kleinbirkach 8 (Standort) | Fachwerkstadel         | Satteldach                                                                    | D-4-71-128-35 Wikidata | weitere Bilder |
| Kleinbirkach 8 (Standort) | Kleinviehstall         | Satteldach                                                                    | D-4-71-128-35 Wikidata | weitere Bilder |
| Kleinbirkach 8 (Standort) | Backofen               | 18.–19. Jahrhundert                                                           | D-4-71-128-35 Wikidata | BW             |

### Kleingressingen
| Lage                          | Objekt     | Beschreibung                                             | Akten-Nr.              | Bild           |
| ----------------------------- | ---------- | -------------------------------------------------------- | ---------------------- | -------------- |
| Kleingressingen 4 (Standort)  | Bauernhaus | Eingeschossiger Satteldachbau, verputzt, 18. Jahrhundert | D-4-71-128-37 Wikidata | BW             |
| In Kleingressingen (Standort) | Pietà      | In erneuertem Heiligenhäuschen, bezeichnet „1744“        | D-4-71-128-36 Wikidata | weitere Bilder |

### Neudorf bei Ebrach
| Lage                                          | Objekt              | Beschreibung | Akten-Nr.              | Bild           |
| --------------------------------------------- | ------------------- | --- | ---------------------- | -------------- |
| Steigerwaldstraße 32 (Standort)               | Bauernhaus          | Eingeschossiger Satteldachbau, Sandsteinquader und Fachwerk, 17./18. Jahrhundert                                     | D-4-71-128-38 Wikidata | weitere Bilder |
| Steigerwaldstraße 32 (Standort)               | Stadel              | Sandsteinquader und Fachwerk, Satteldach, modern bezeichnet „1703“                                                   | D-4-71-128-38 Wikidata | weitere Bilder |
| Steinbacher Weg 13 (Standort)                 | Katholische Kapelle | Sandsteinquaderbau mit Satteldach und Giebelreiter, Chor dreiseitig geschlossen, Sakristeianbau, neugotisch, um 1860 | D-4-71-128-39 Wikidata | weitere Bilder |
| Steinbacher Weg; Steinbacher Äcker (Standort) | Bildstock           | Sandstein, Reliefdarstellung der Pietá, neugotisch, Mitte 19. Jahrhundert                                            | D-4-71-128-55 Wikidata | BW             |

### Schmerb
| Lage                                        | Objekt               | Beschreibung                                                                              | Akten-Nr.              | Bild           |
| ------------------------------------------- | -------------------- | ----------------------------------------------------------------------------------------- | ---------------------- | -------------- |
| Burgwindheimer Weg (Standort)               | Felsenkeller         | Um 1800                                                                                   | D-4-71-128-49 Wikidata | weitere Bilder |
| Schmerb 2; südlich vom Forsthaus (Standort) | Waldarbeiterhaus     | Massives, eingeschossiges Halbwalmdachhaus mit Eckpilastern, Backofen, bezeichnet „1837“  | D-4-71-128-47 Wikidata | weitere Bilder |
| Schmerb 3 (Standort)                        | Forsthaus            | Zweigeschossiger Sandsteinquaderbau mit Walmdach, um 1800                                 | D-4-71-128-46 Wikidata | weitere Bilder |
| Schmerb 9; östlich vom Forsthaus (Standort) | Waldarbeiterhaus     | Massives, eingeschossiges Halbwalmdachhaus mit Eckpilastern, erste Hälfte 19. Jahrhundert | D-4-71-128-48 Wikidata | weitere Bilder |
| Wettschlag; außerhalb des Ortes (Standort)  | St.-Wendelin-Kapelle | Zeltdach mit erzbischöflichem Kreuz, bezeichnet „1747“                                    | D-4-71-128-50 Wikidata | weitere Bilder |

### Winkelhof
| Lage                    | Objekt         | Beschreibung                                                                            | Akten-Nr.              | Bild |
| ----------------------- | -------------- | --------------------------------------------------------------------------------------- | ---------------------- | ---- |
| Winkelhof 3 (Standort)  | Bauernhof      | Herrenhaus, zweigeschossiger Walmdachbau, Sandsteinquader, erste Hälfte 18. Jahrhundert | D-4-71-128-51 Wikidata | BW   |
| In Winkelhof (Standort) | Wohnstallhaus  | Fachwerk, verputzt, zweite Hälfte 18. Jahrhundert                                       | D-4-71-128-51 Wikidata | BW   |
| Winkelhof 3 (Standort)  | Fachwerkstadel | Satteldach, Mitte 18. Jahrhundert                                                       | D-4-71-128-51 Wikidata | BW   |
| Winkelhof 3 (Standort)  | Felsenkeller   |                                                                                         | D-4-71-128-51 Wikidata | BW   |